# Biserica Sfântul Ierarh Nicolae din Dobroț

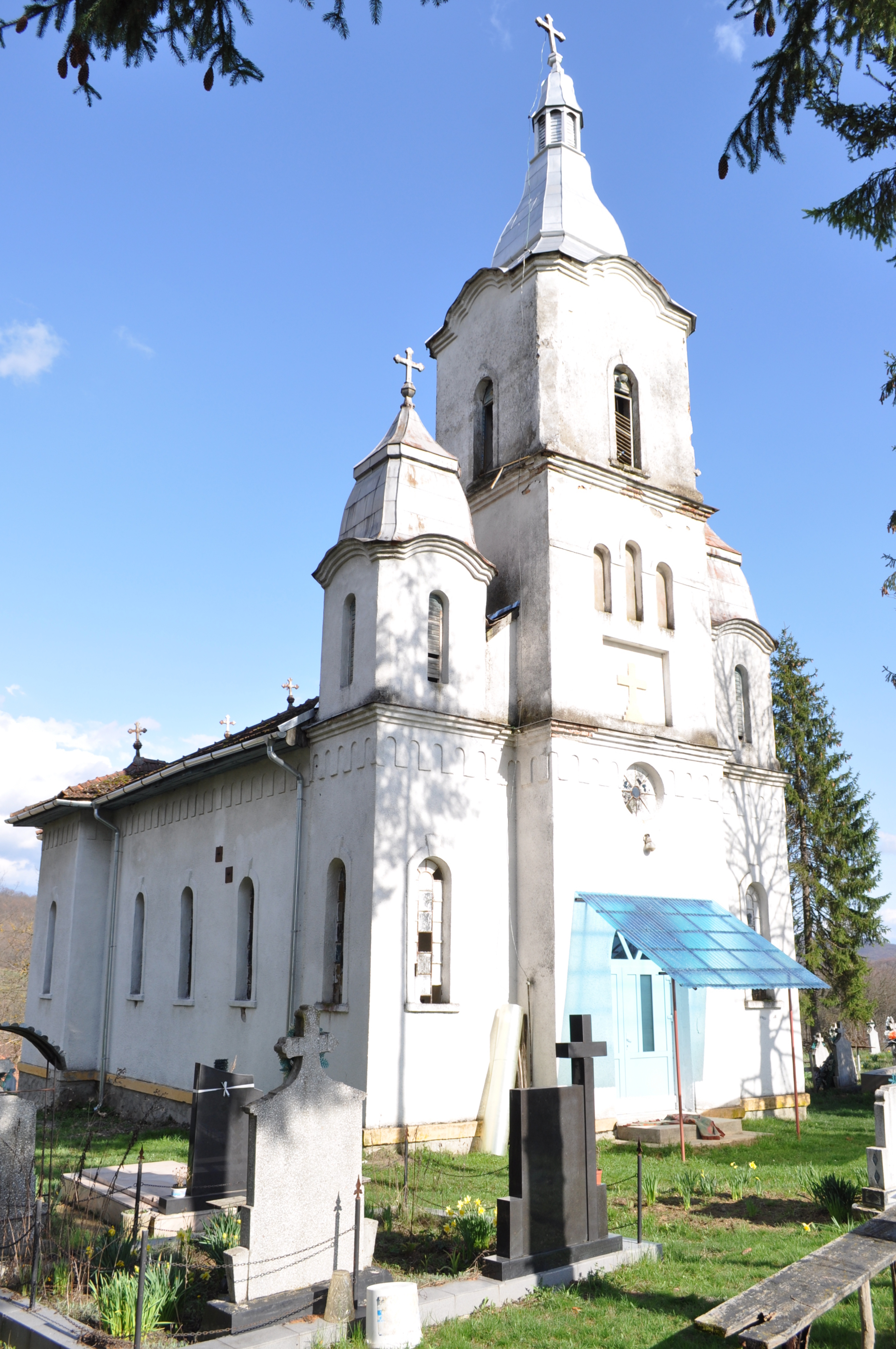
Biserica „Sfântul Ierarh Nicolae” din Dobroț, comuna Tomești, județul Hunedoara, foto: aprilie 2013.

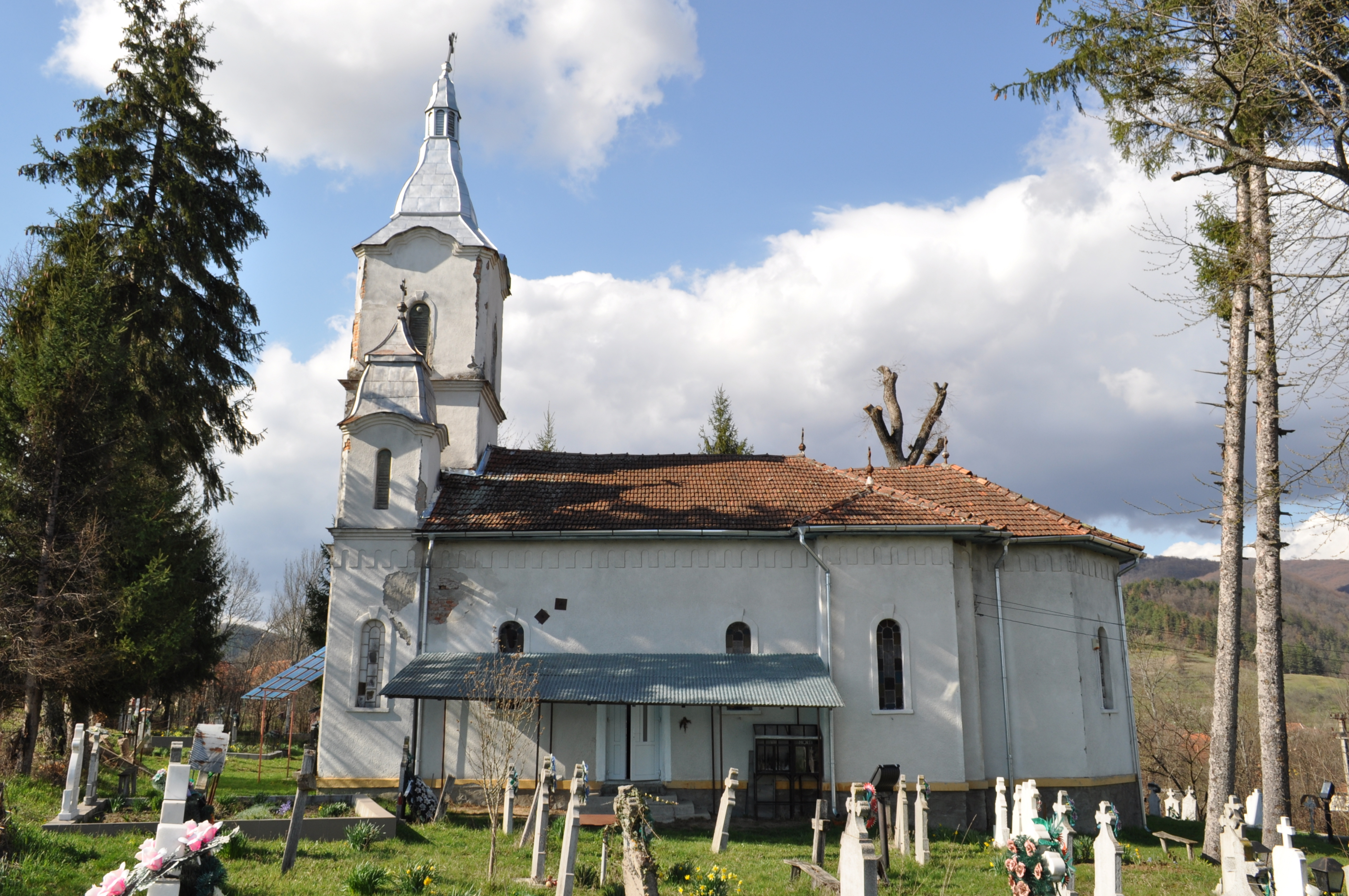
Biserica „Sfântul Ierarh Nicolae” din Dobroț, comuna Tomești, județul Hunedoara, foto: aprilie 2013.

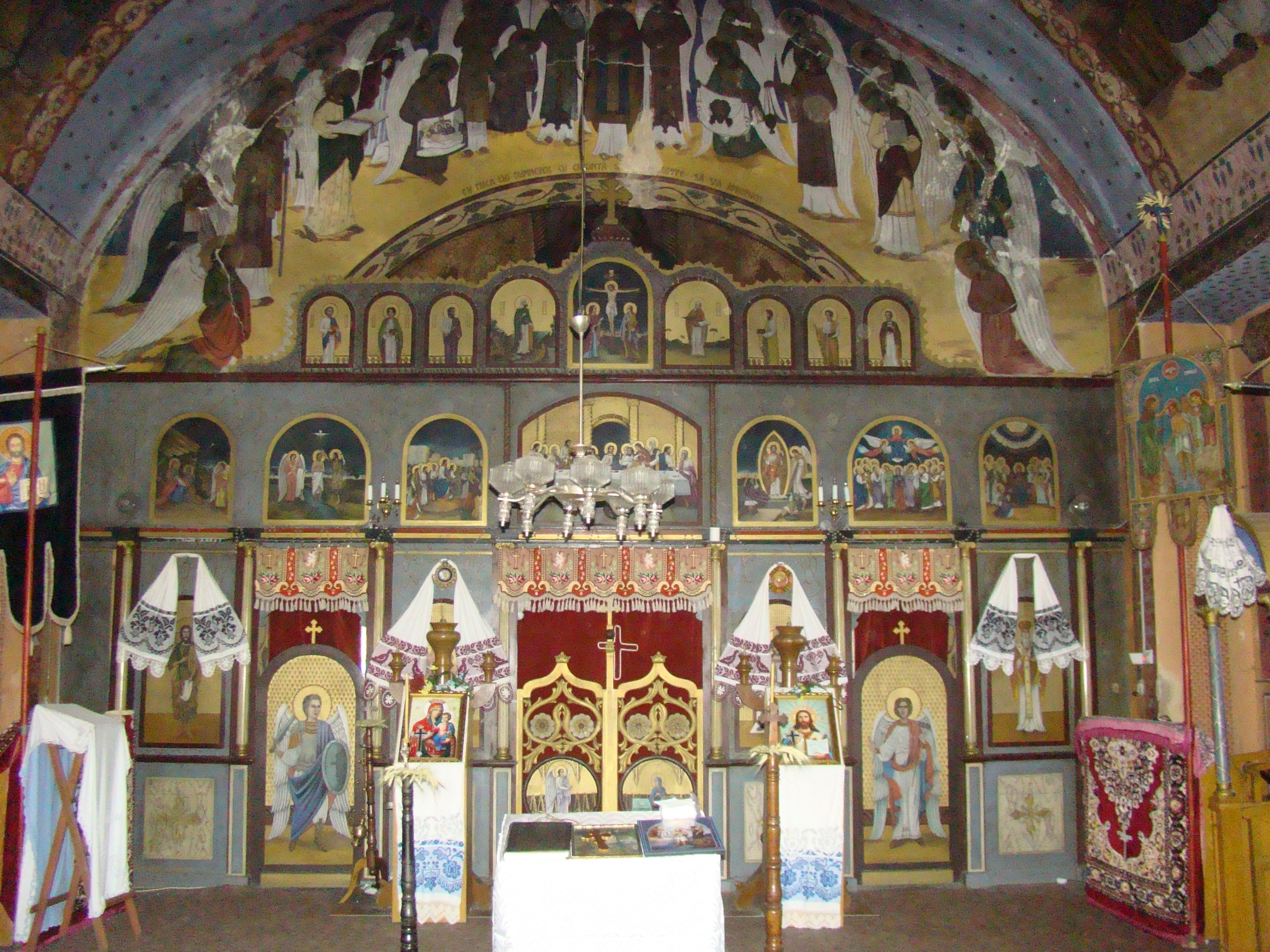
Nava spre iconostas

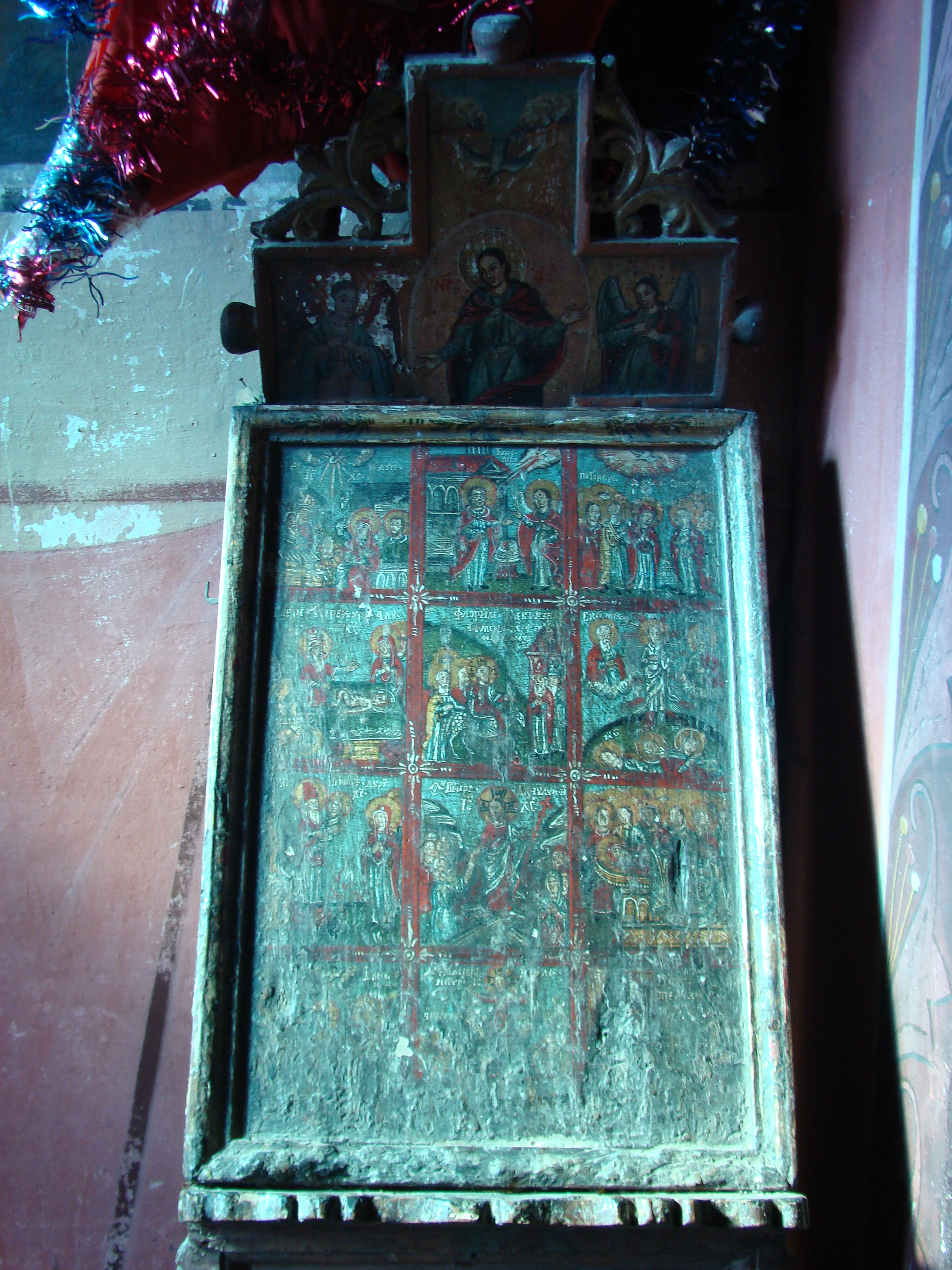
Icoana–prăznicar din secolul al XVIII-lea moștenită de la ctitoria de lemn anterioară

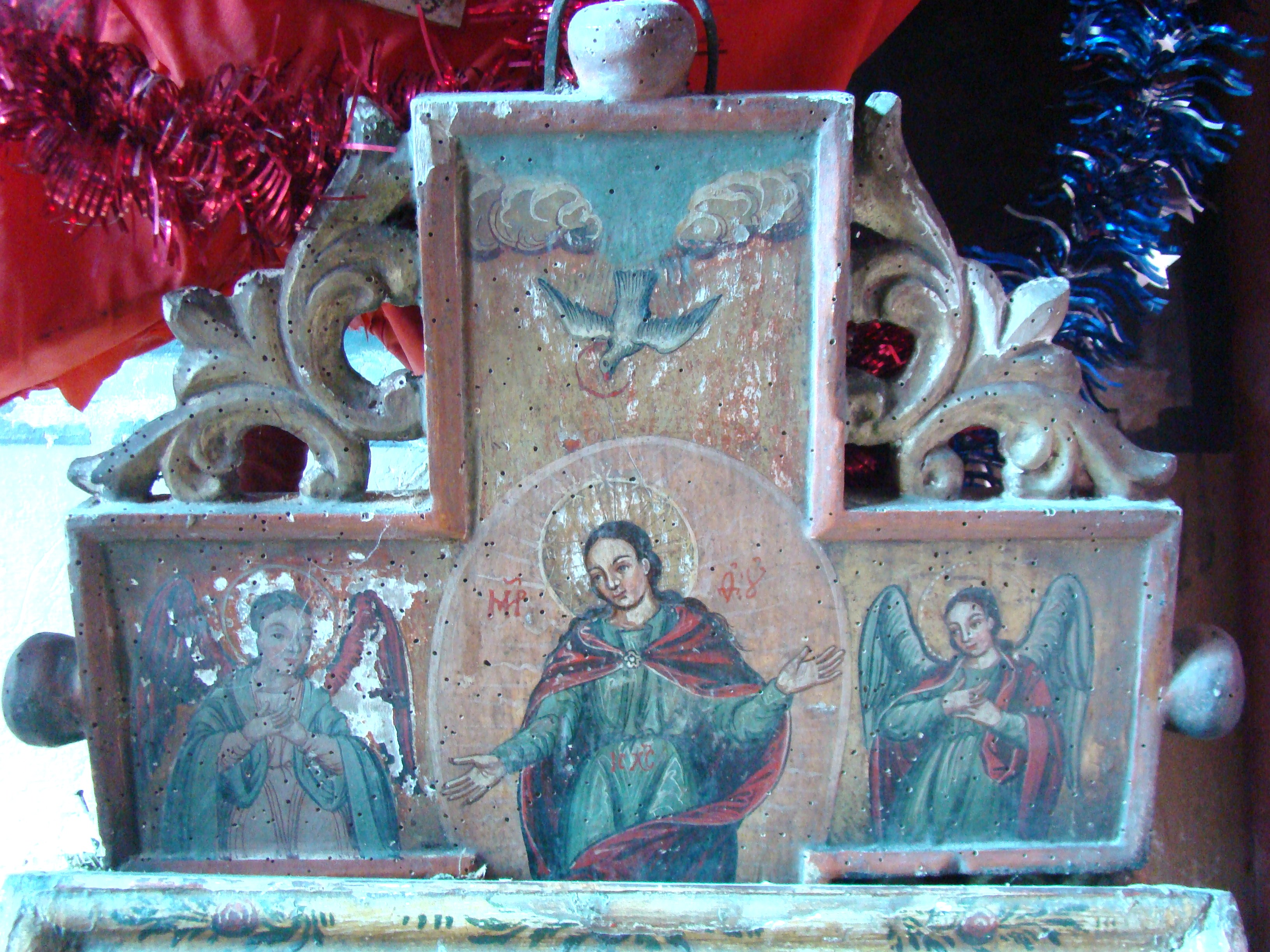
Detaliu prăznicar

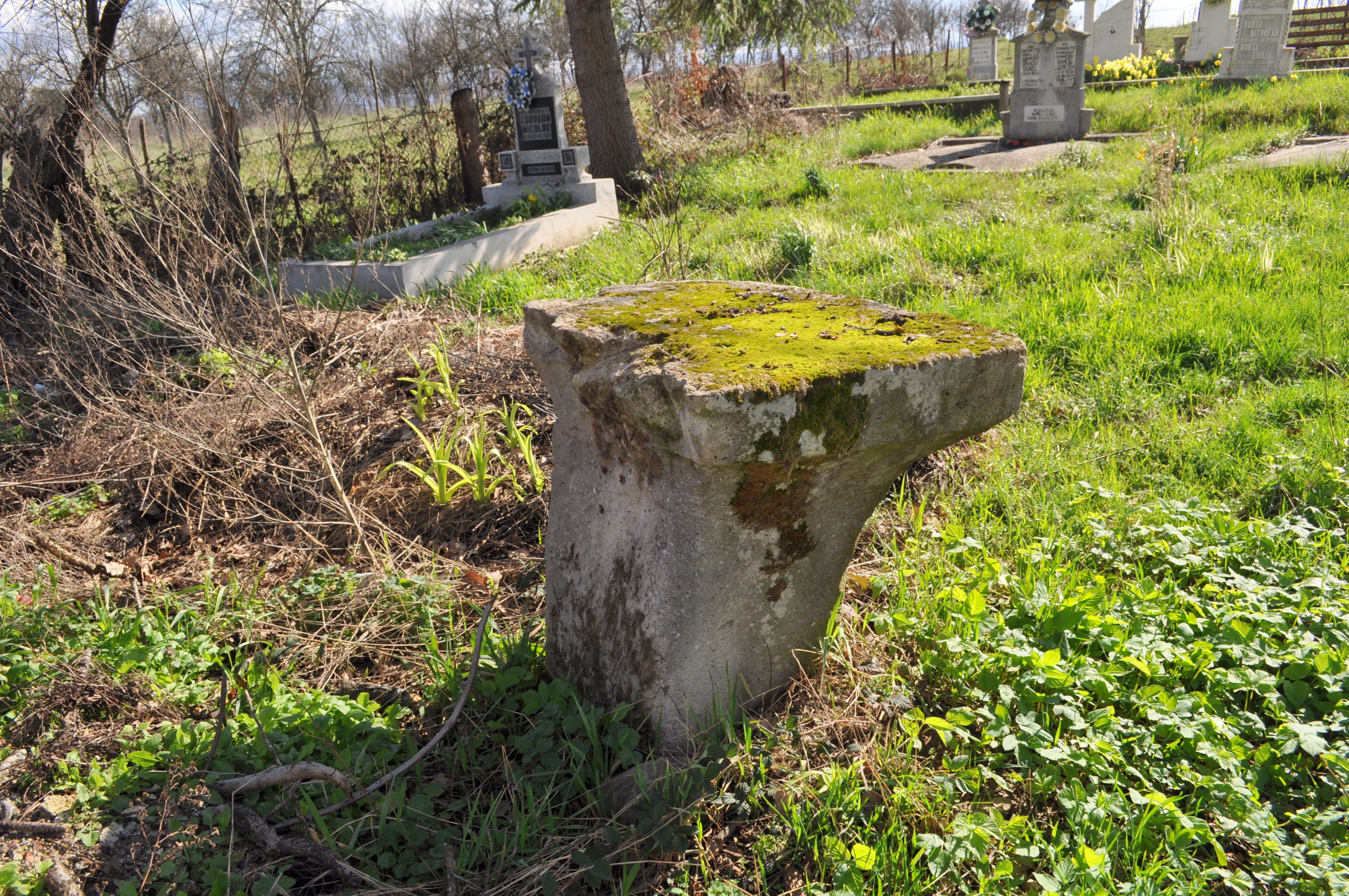
Prestolul bisericii de lemn

Biserica „Sfântul Ierarh Nicolae” din Dobroț, comuna Tomești, județul Hunedoara a fost construită în anul 1946 pe locul unei biserici de lemn mai vechi. Figurează pe lista monumentelor istorice 2010, cod LMI HD-II-m-B-03310.

## Imagini din exterior

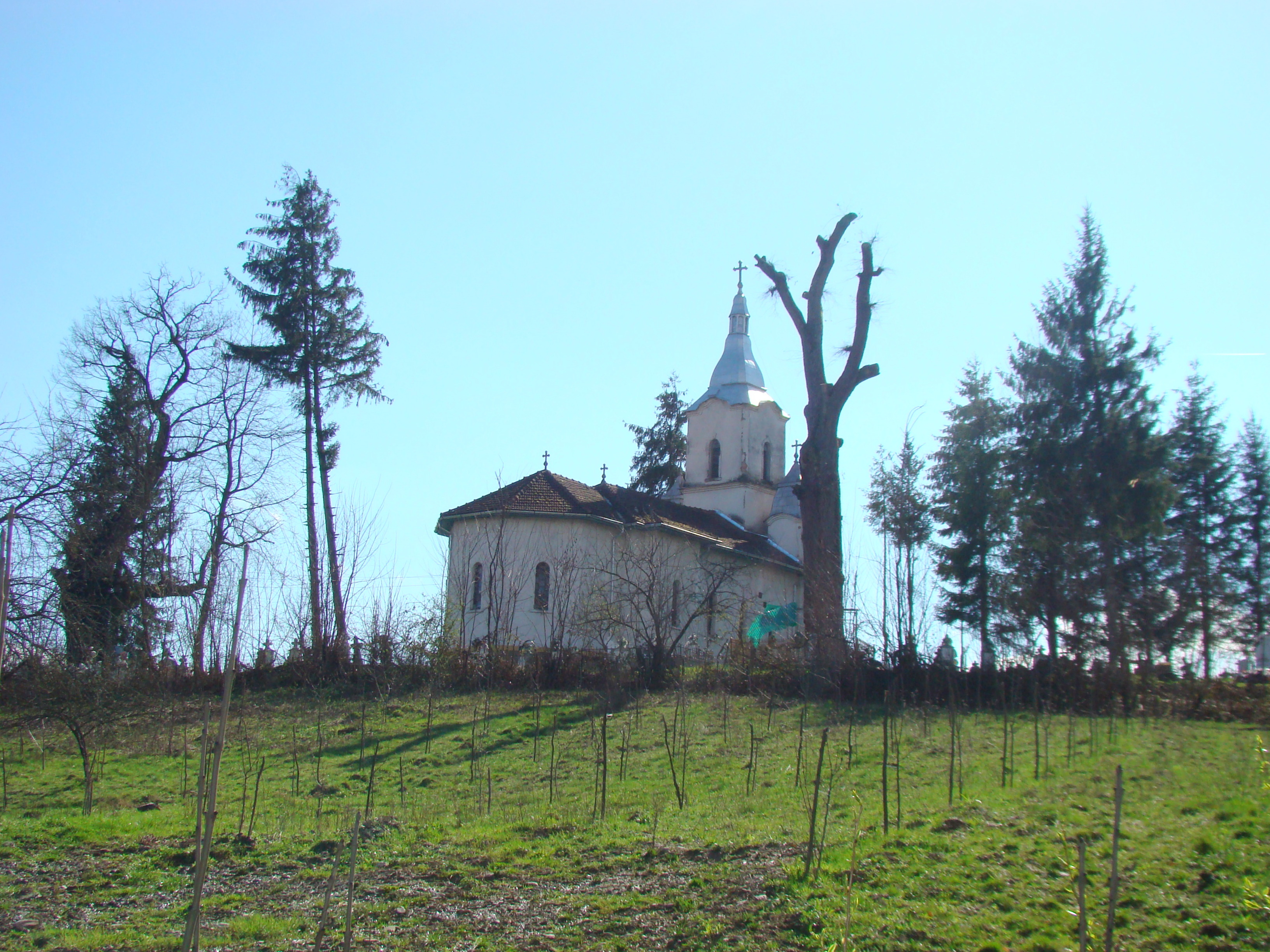
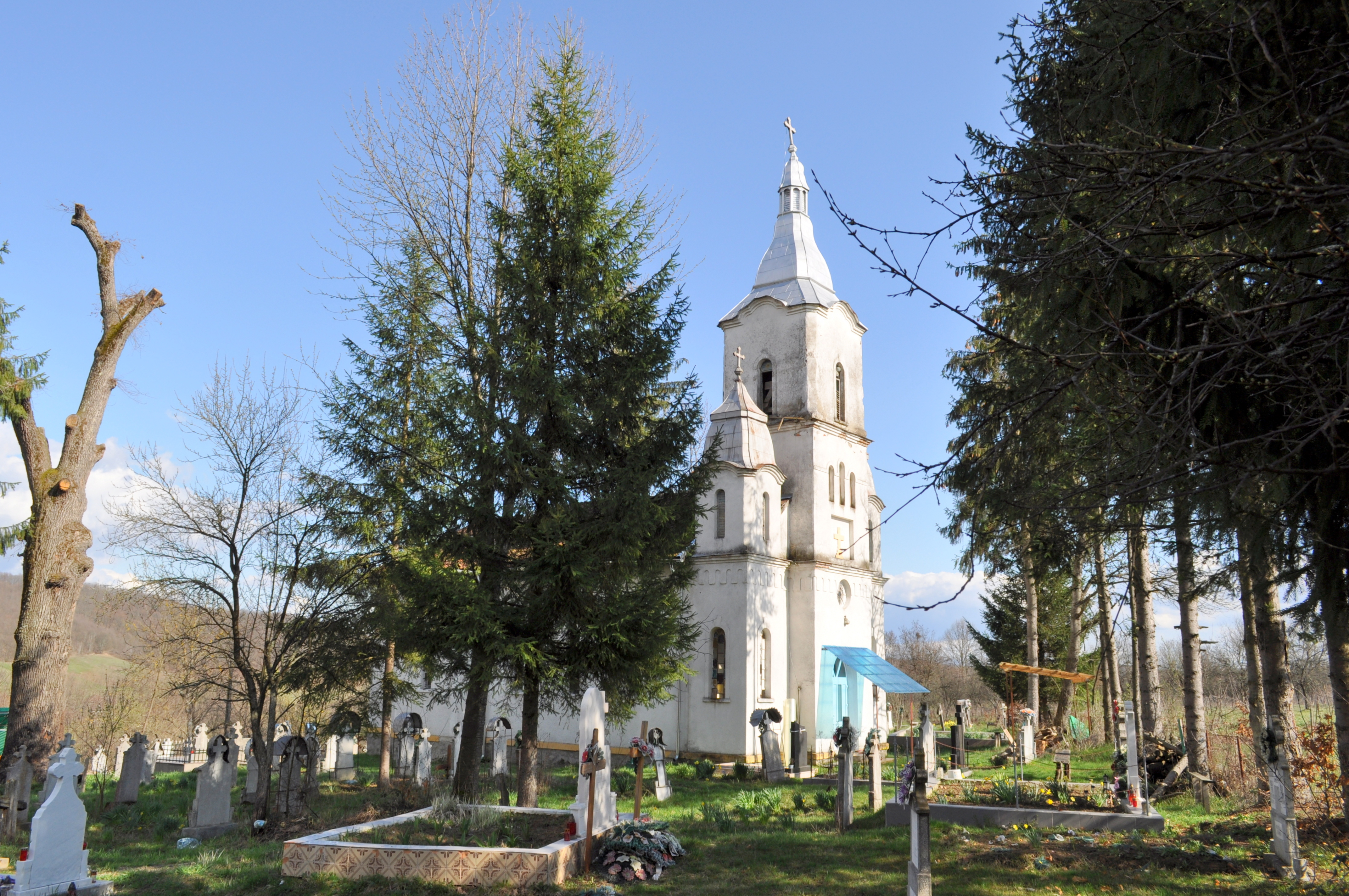
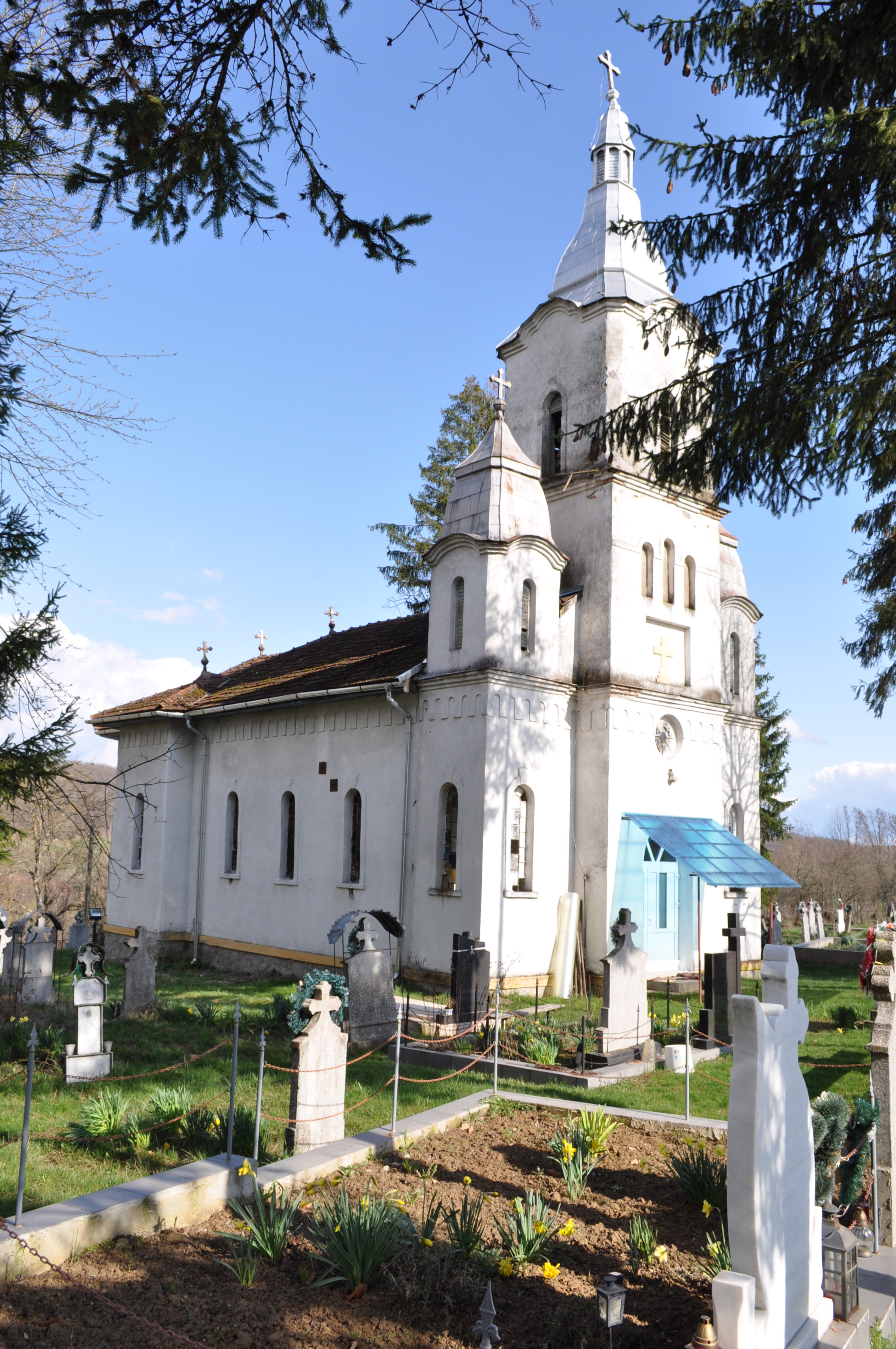
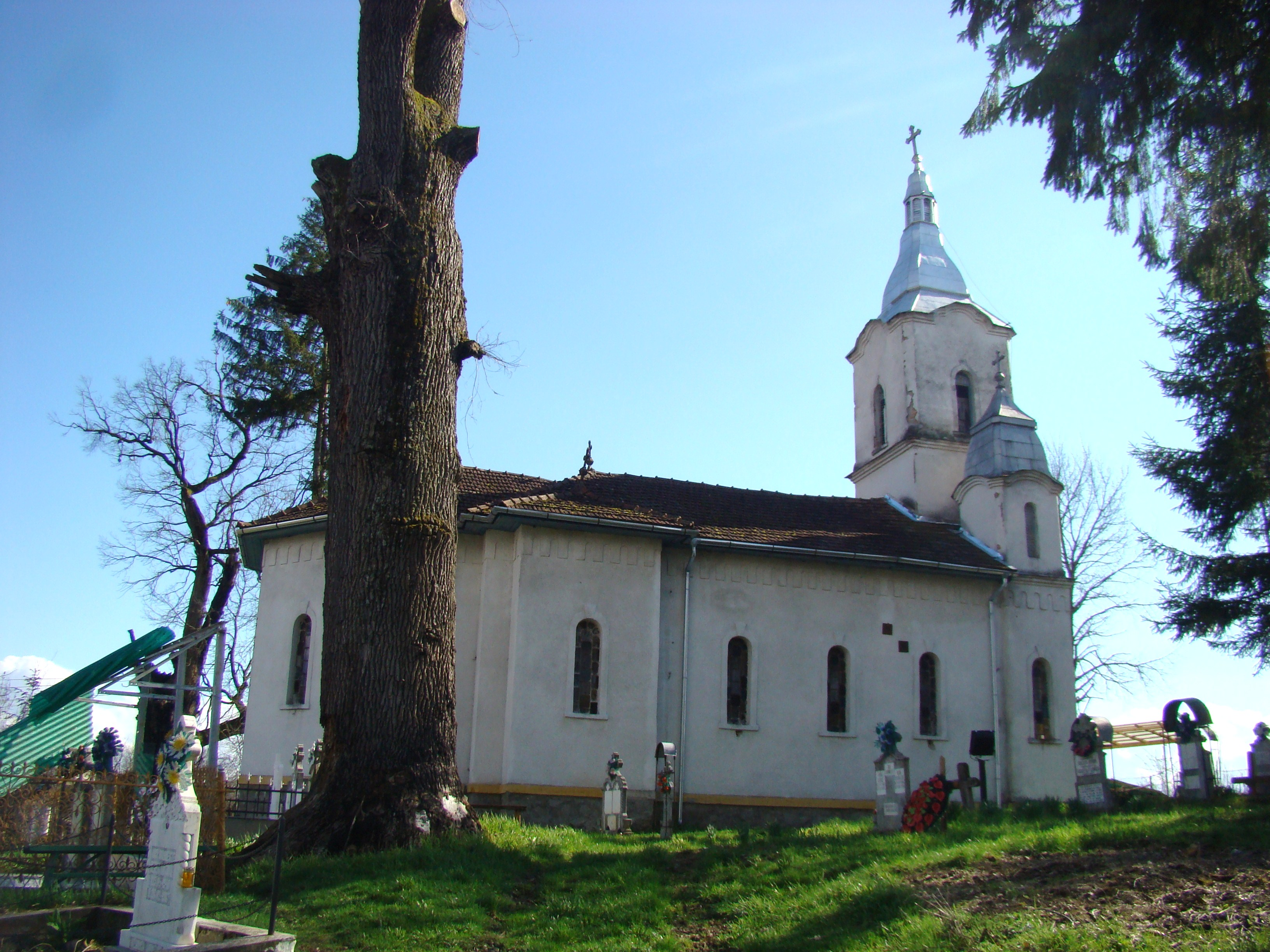
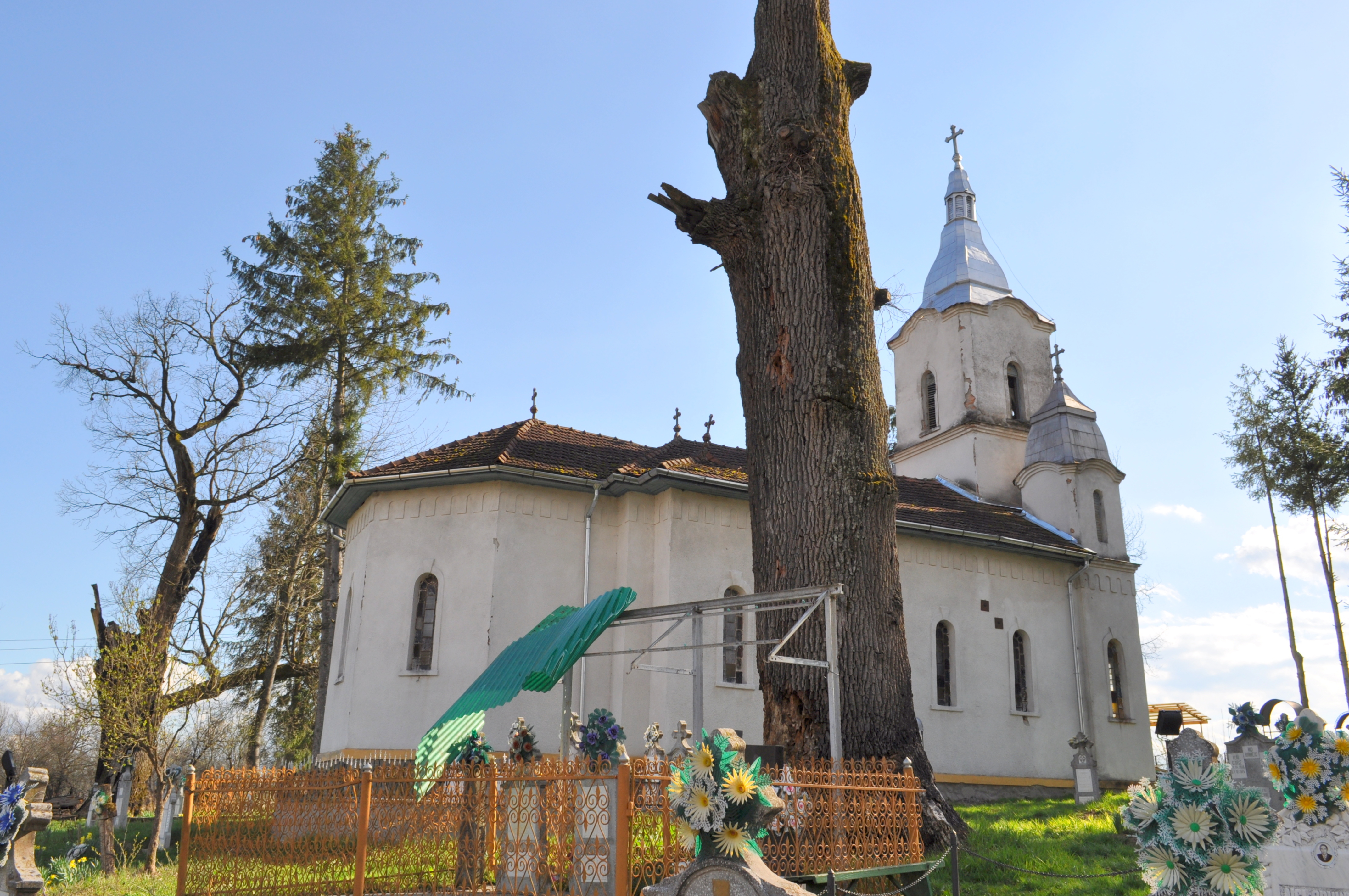
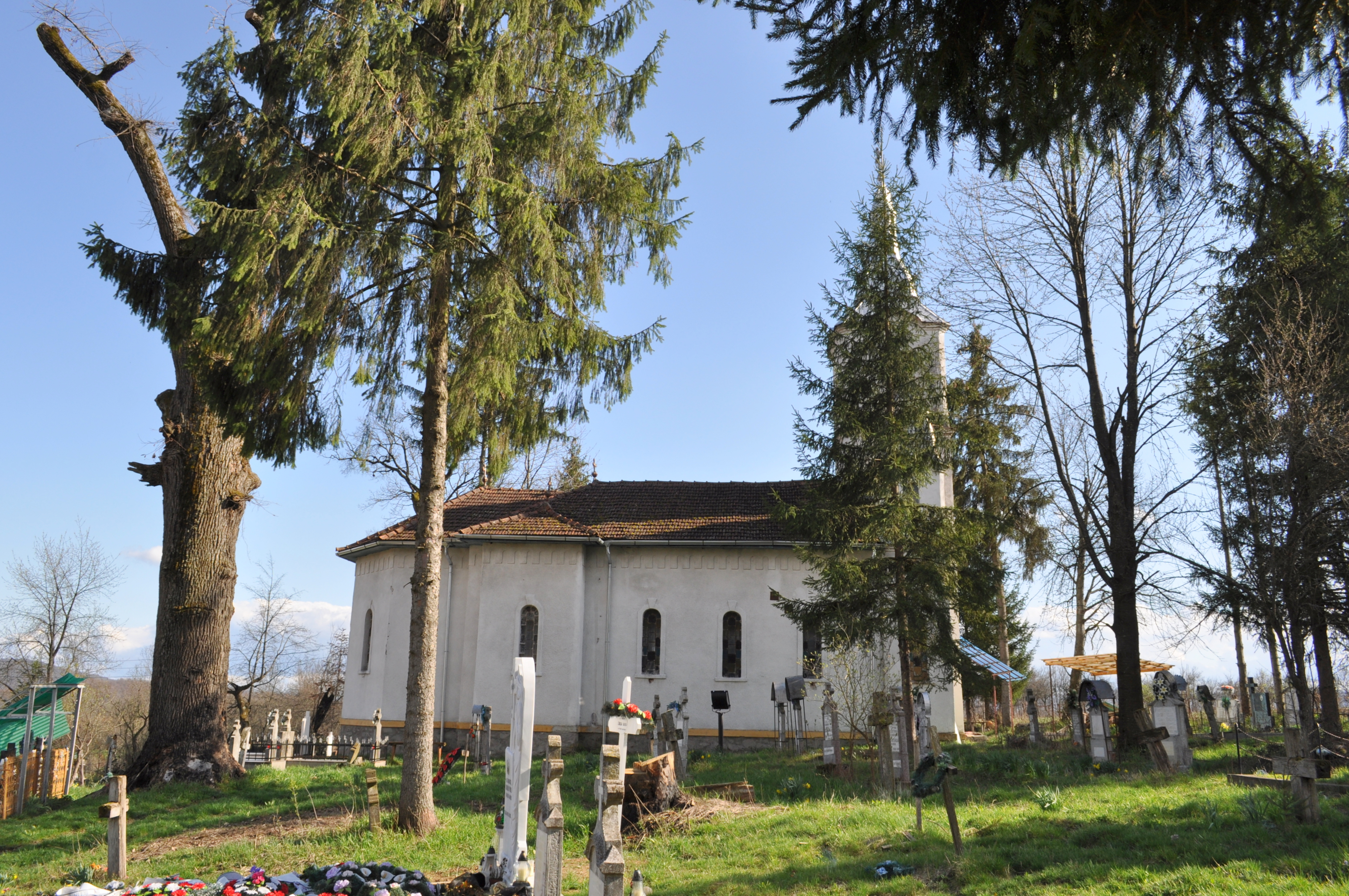
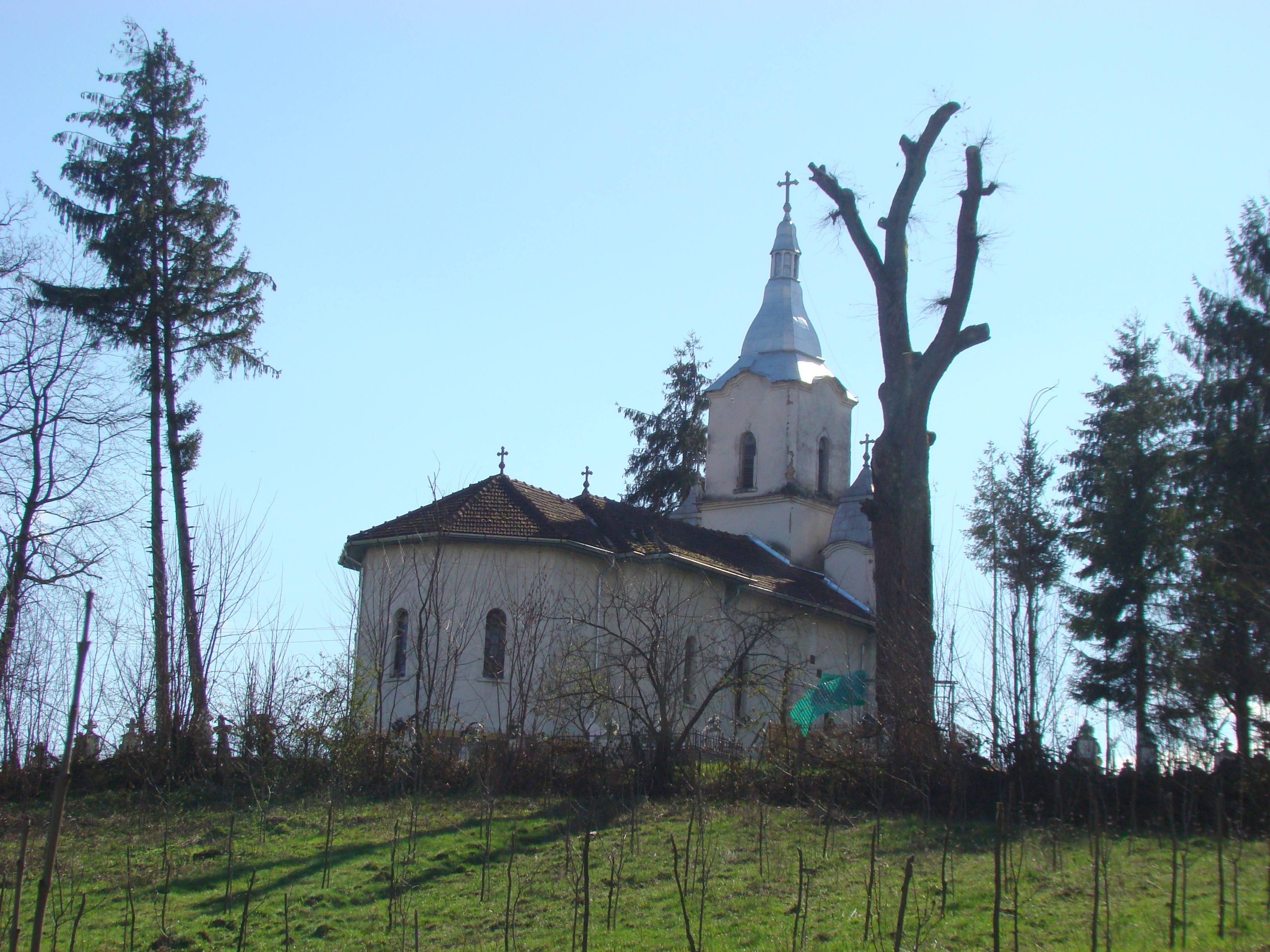
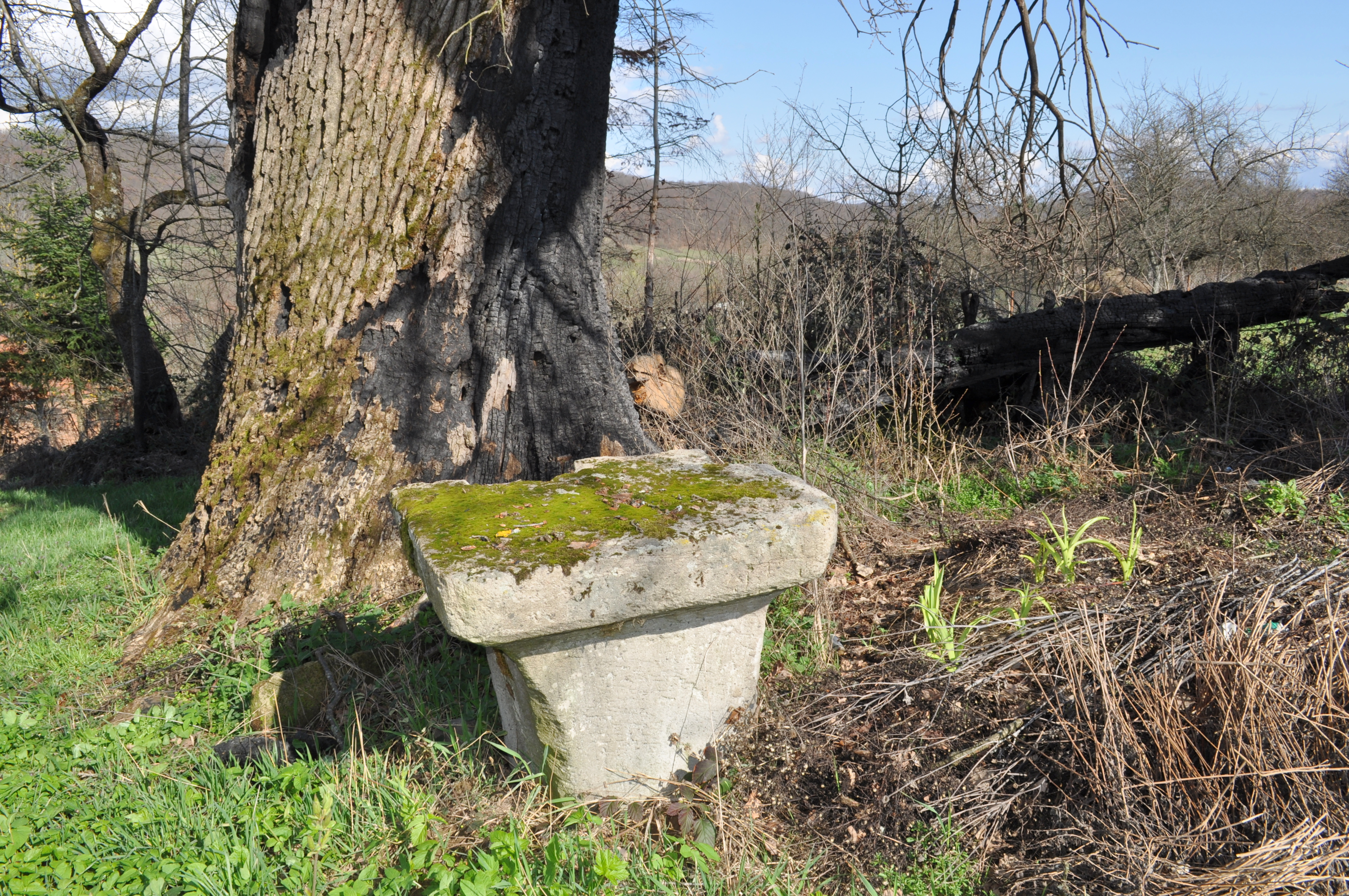
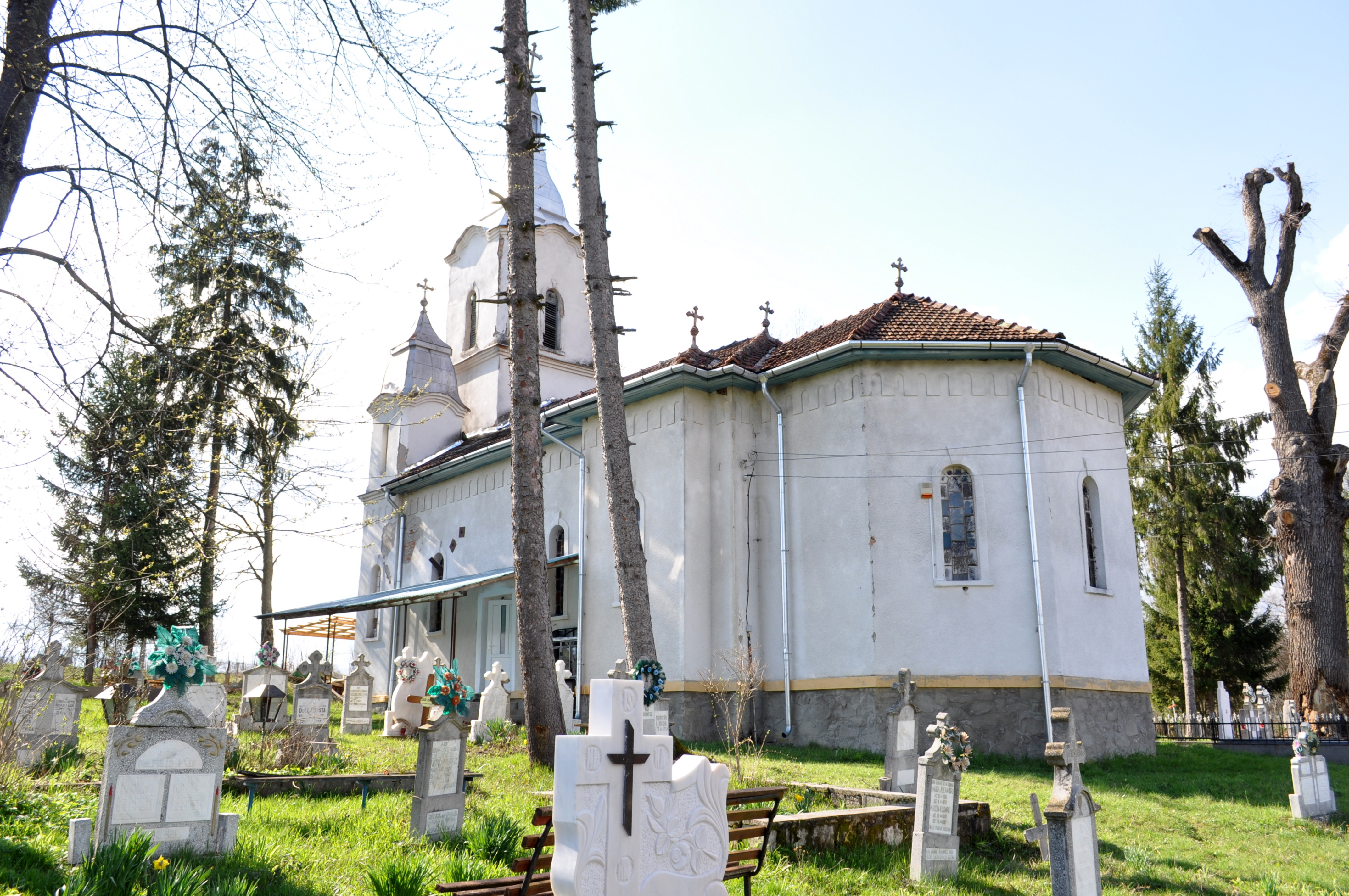

## Imagini din interior

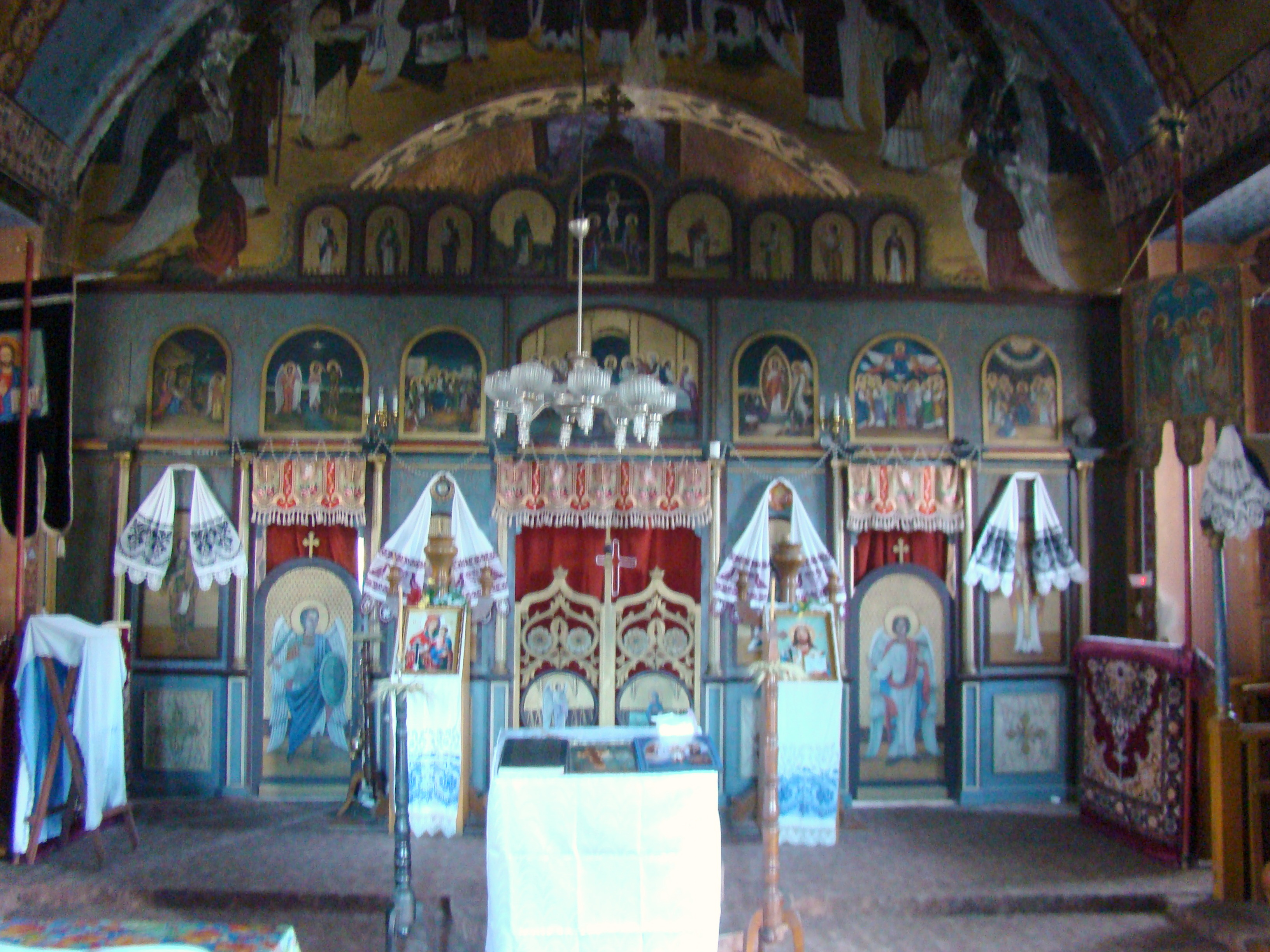
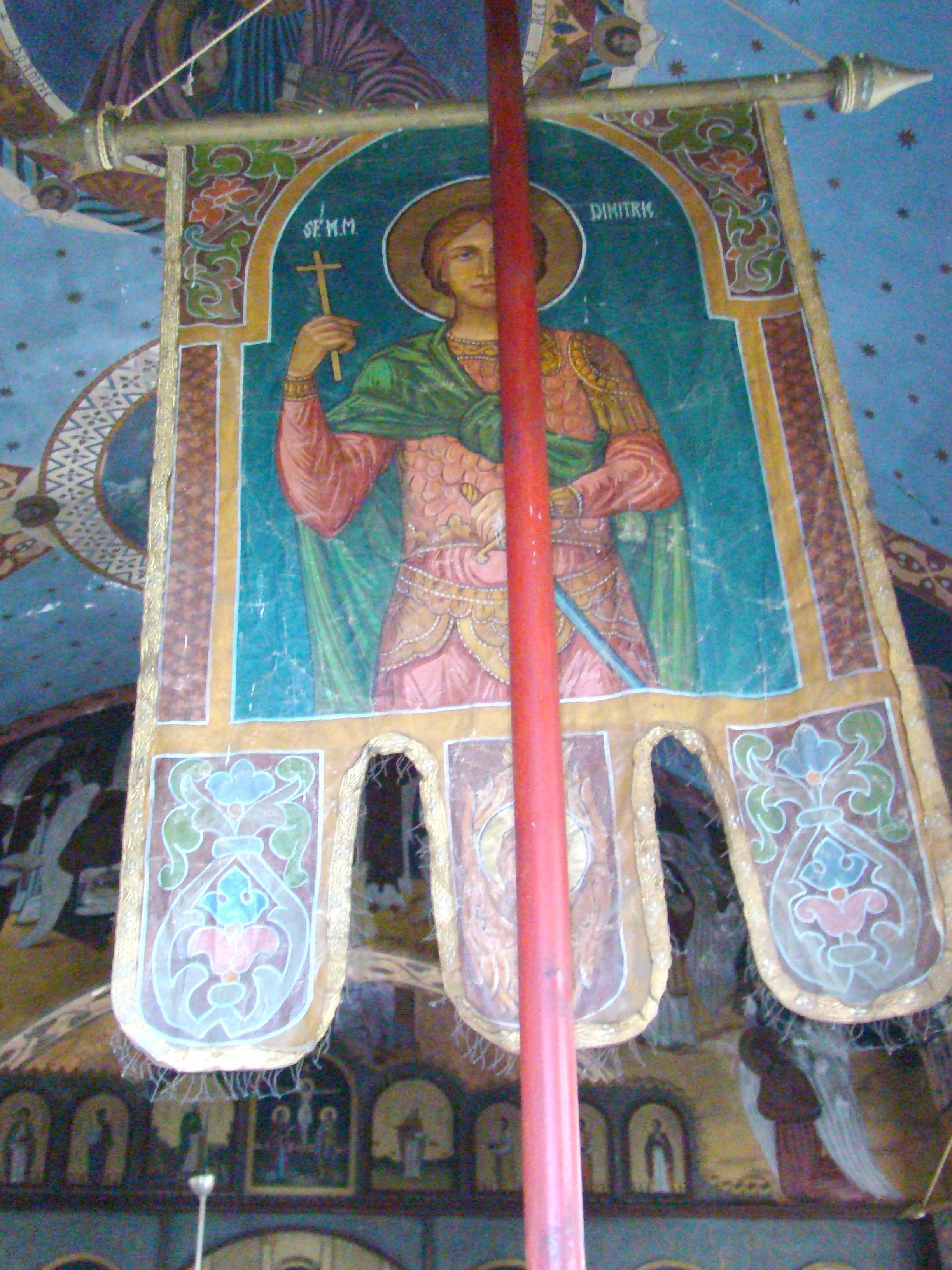
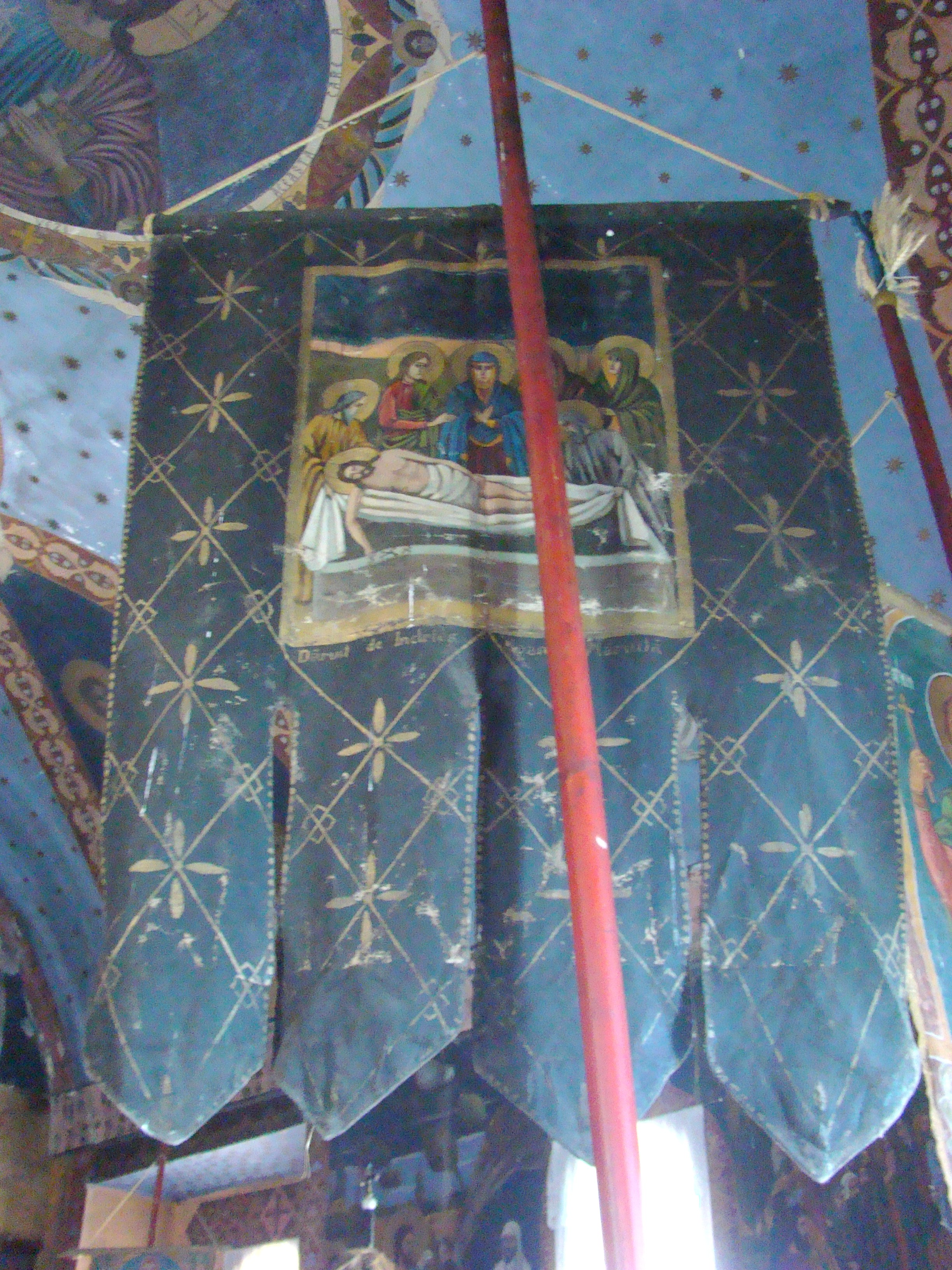
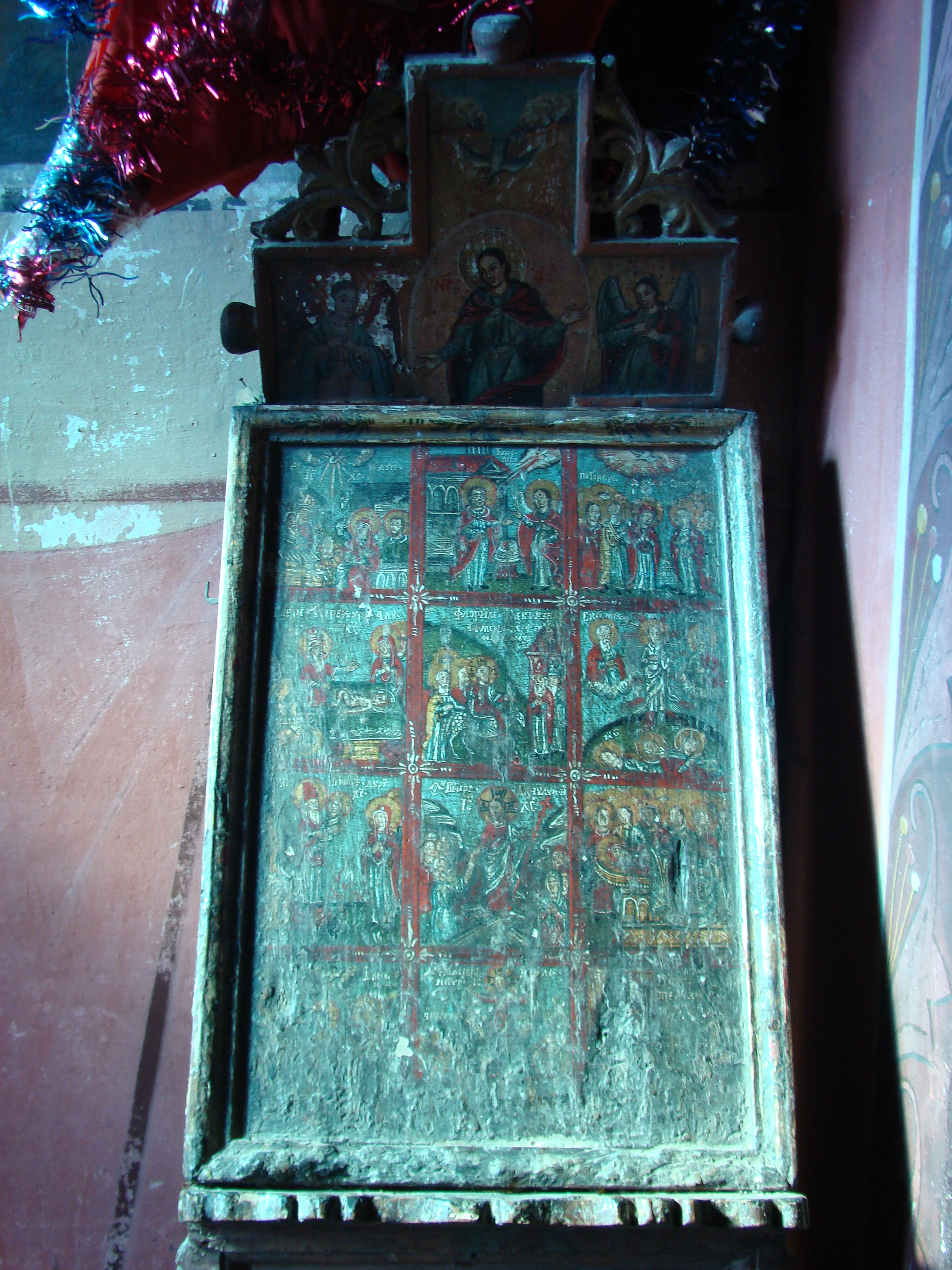
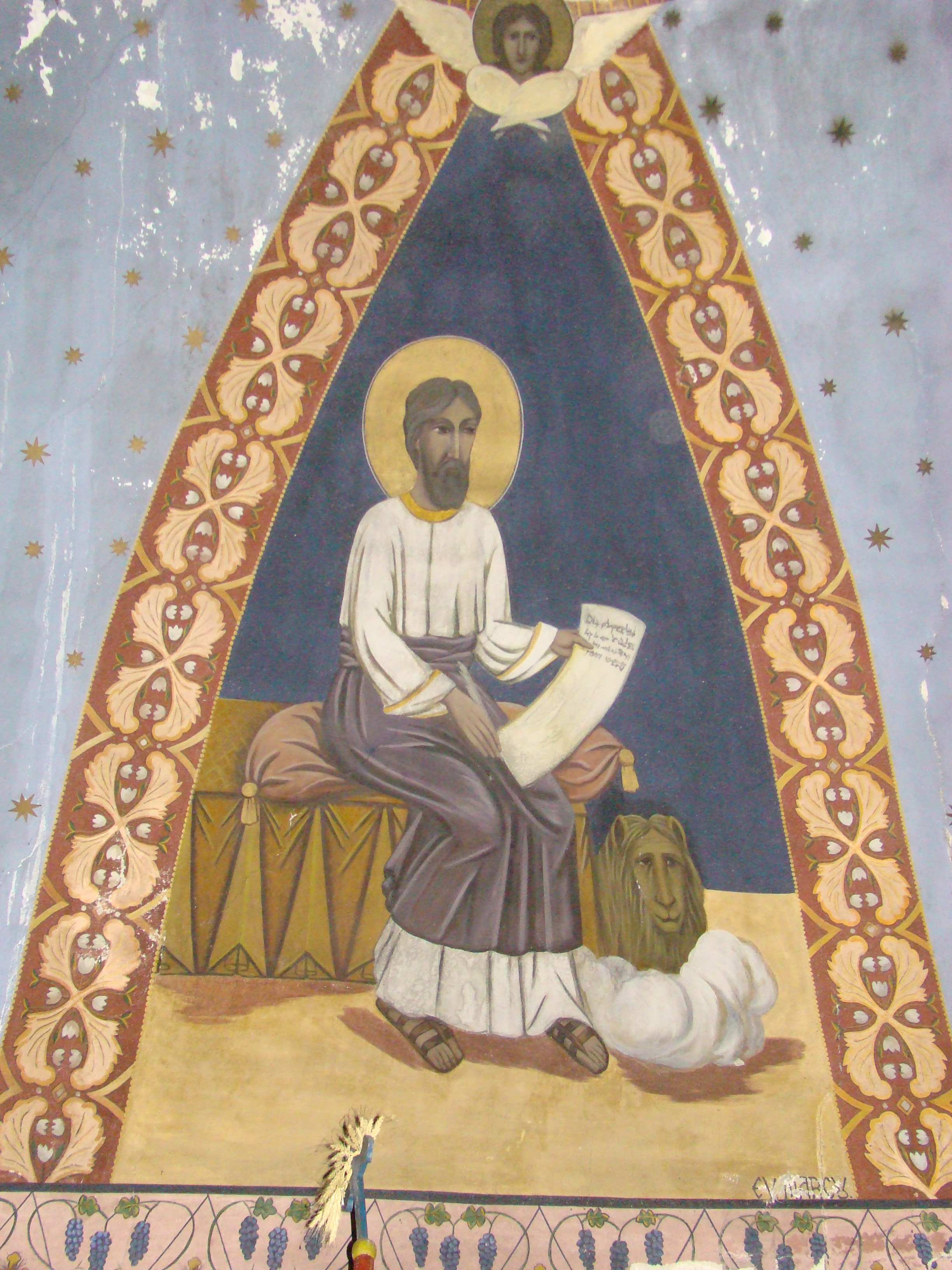
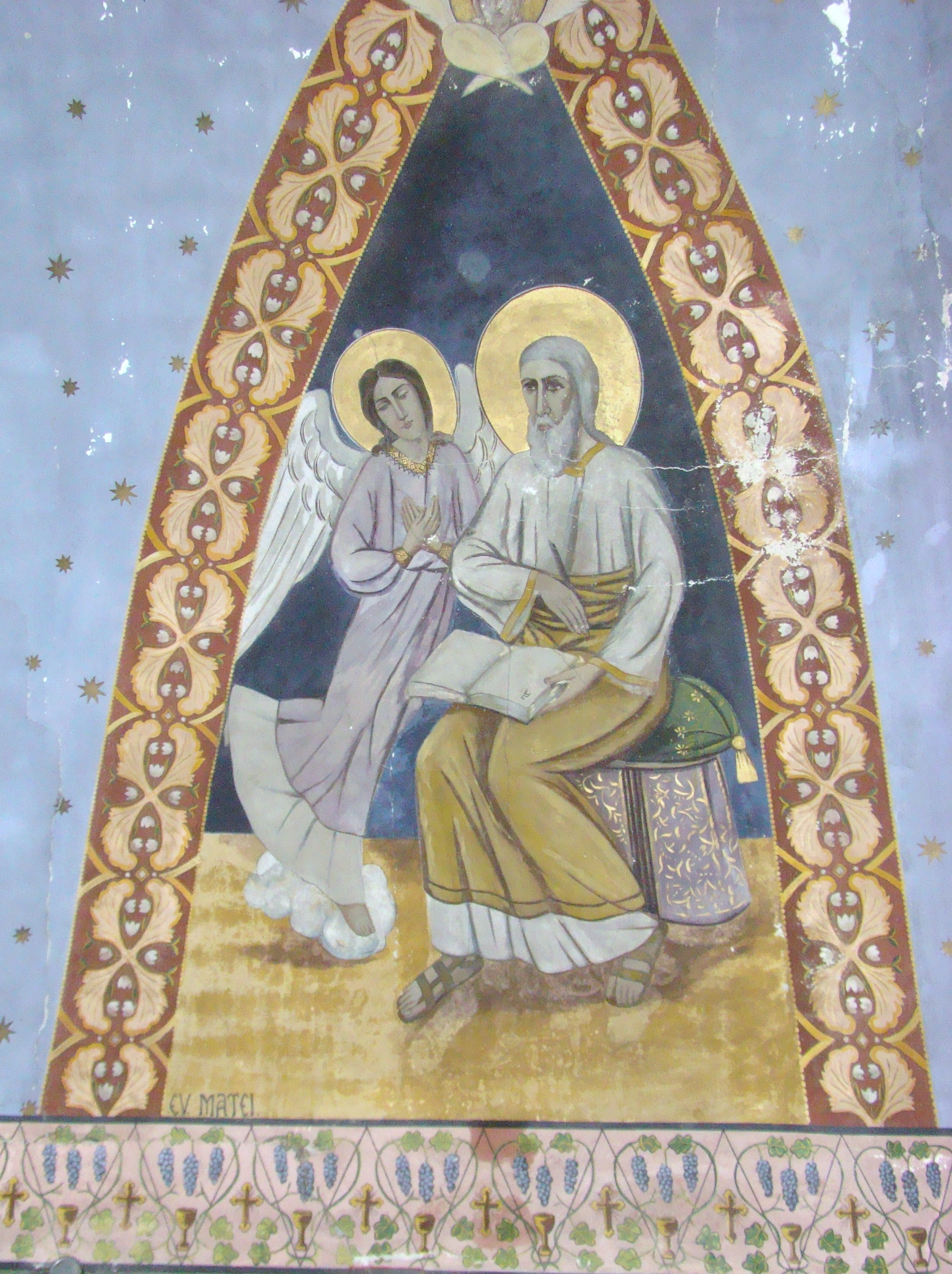
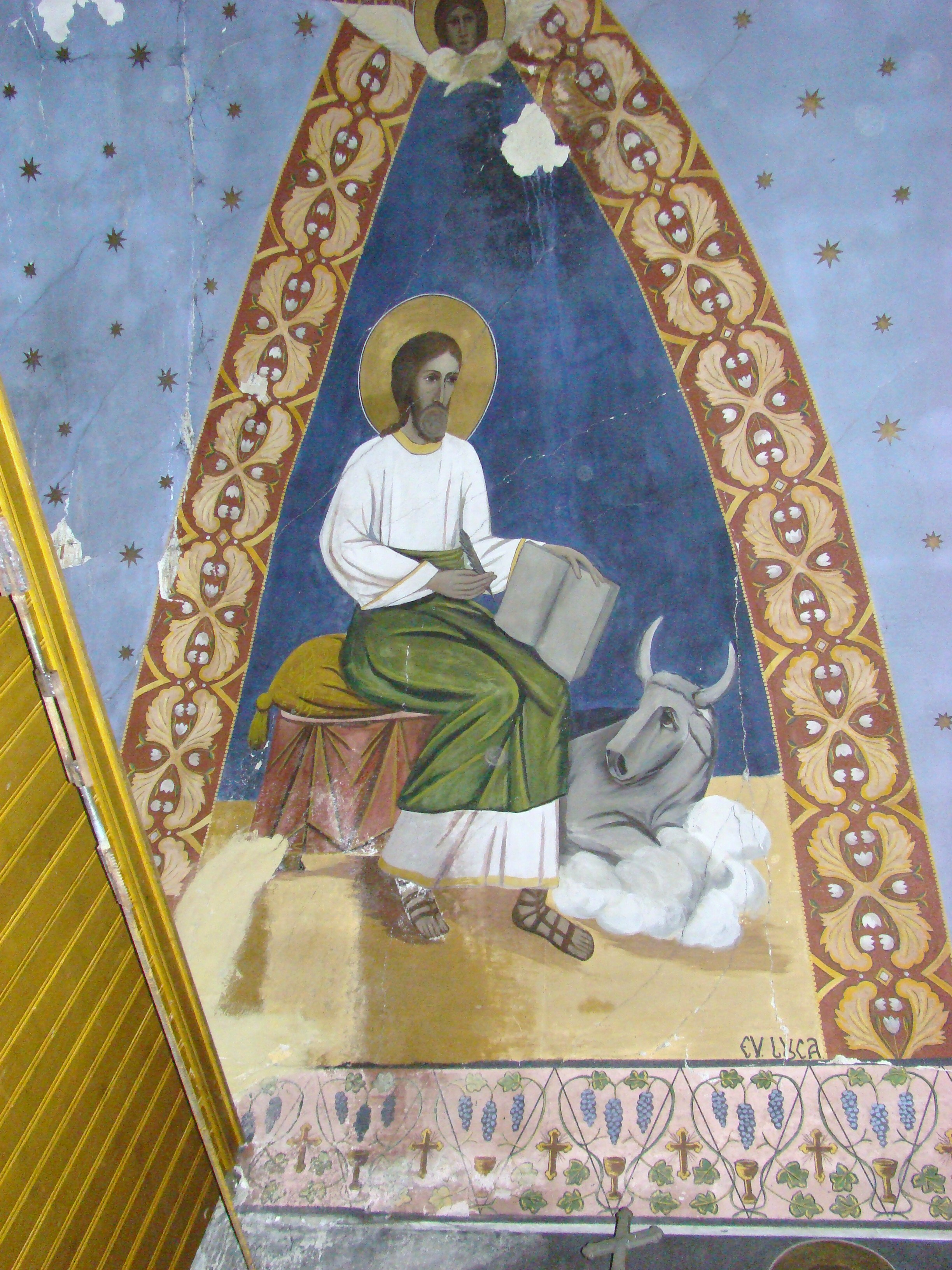
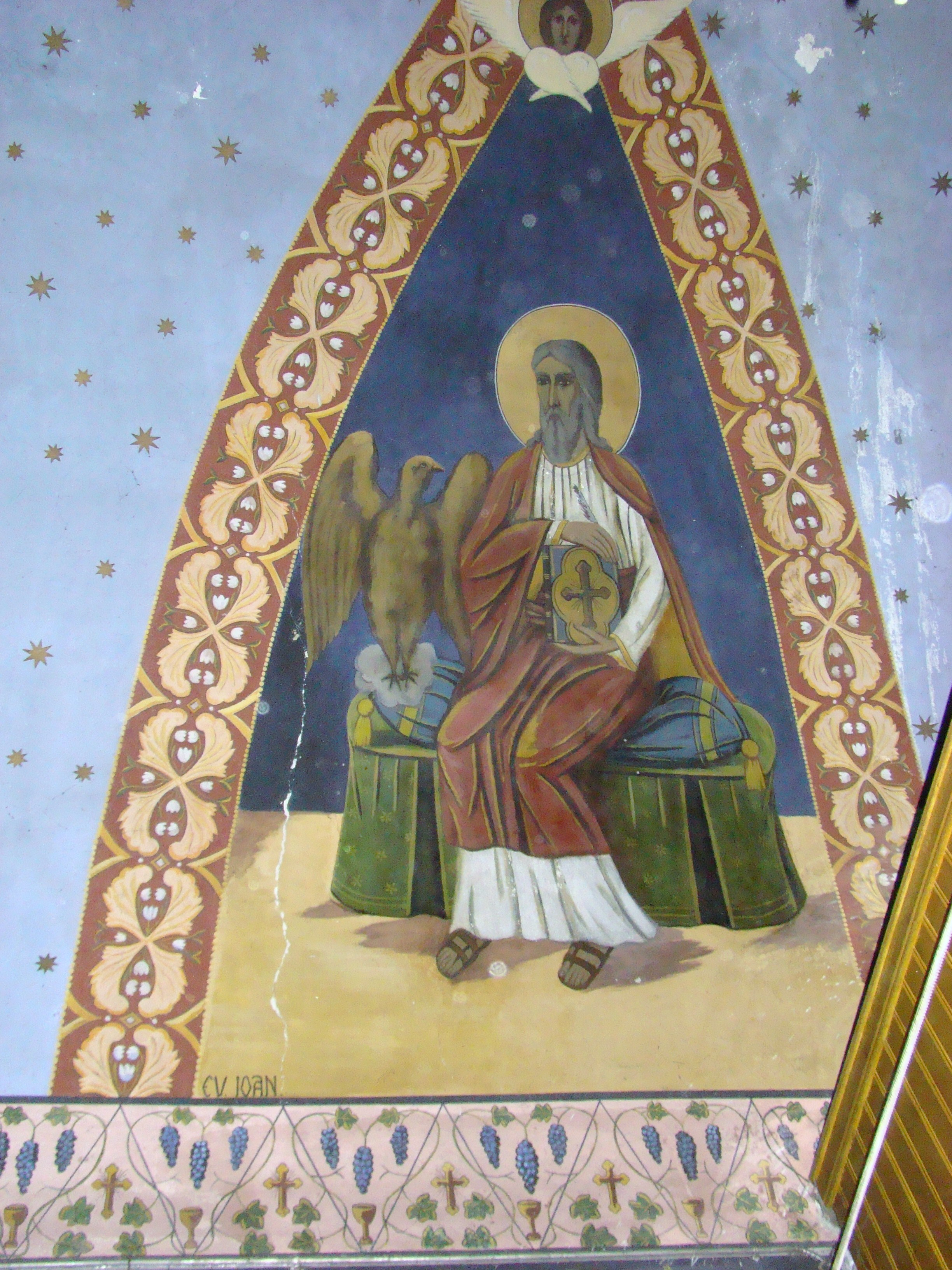
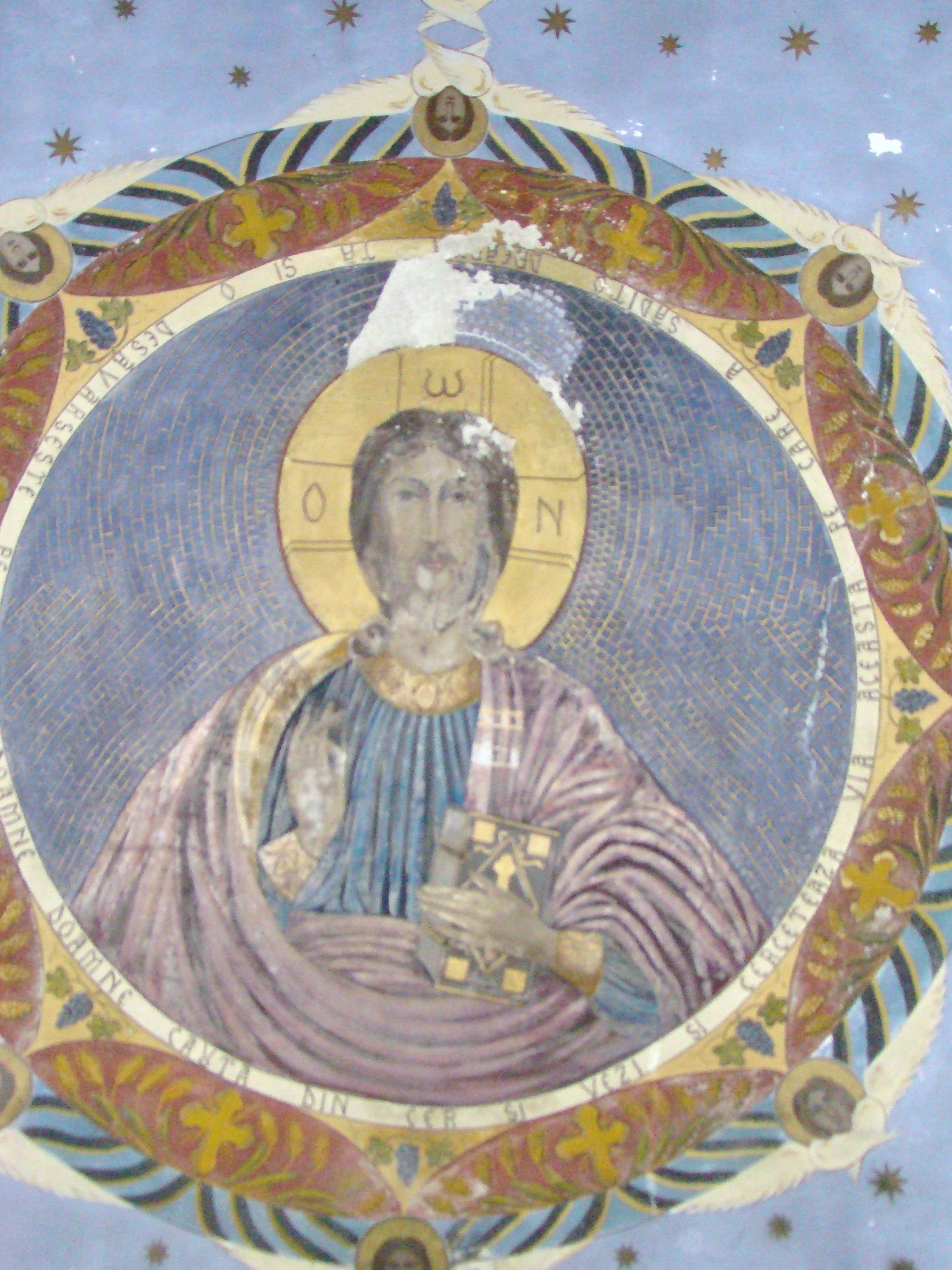
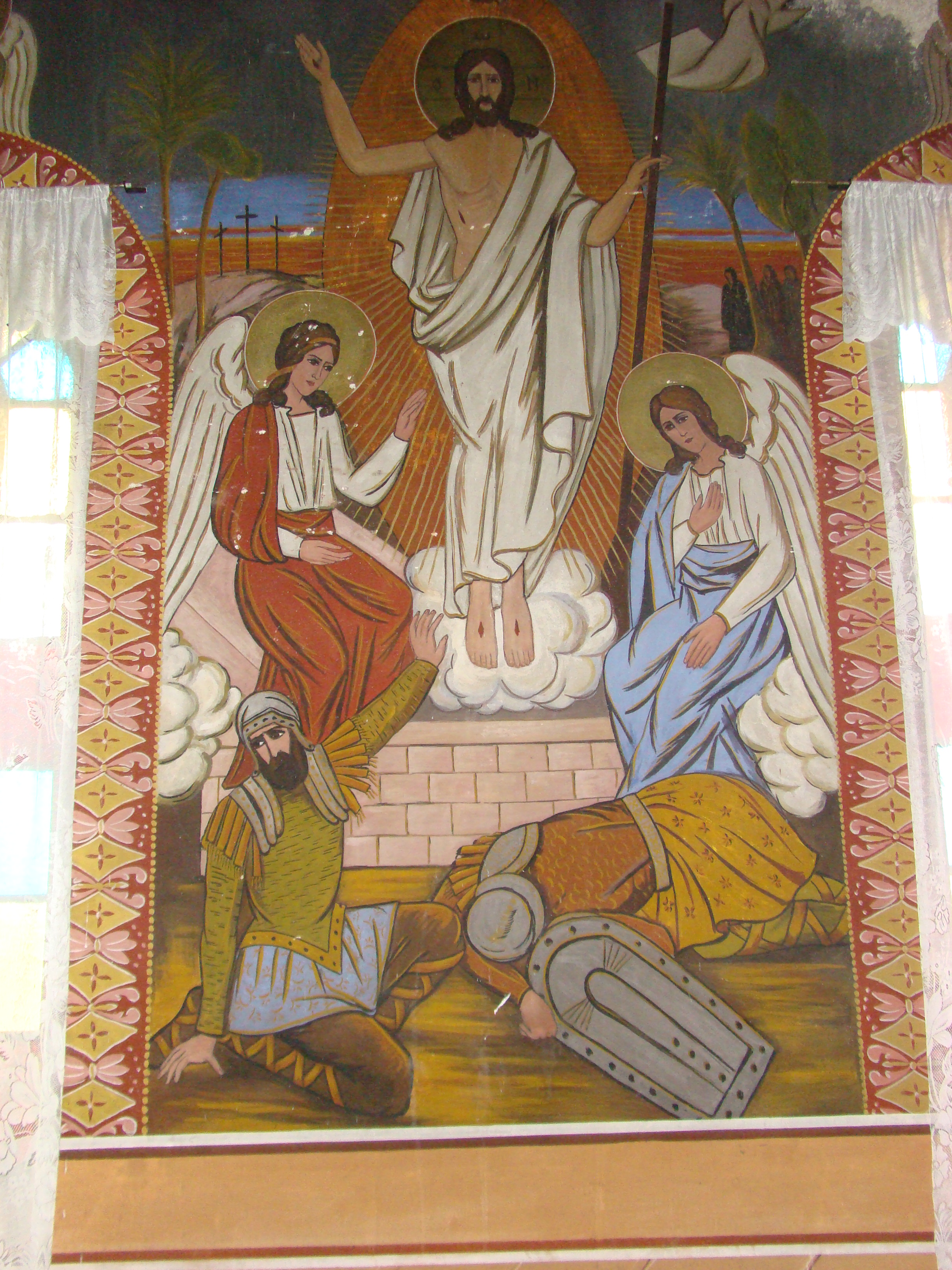
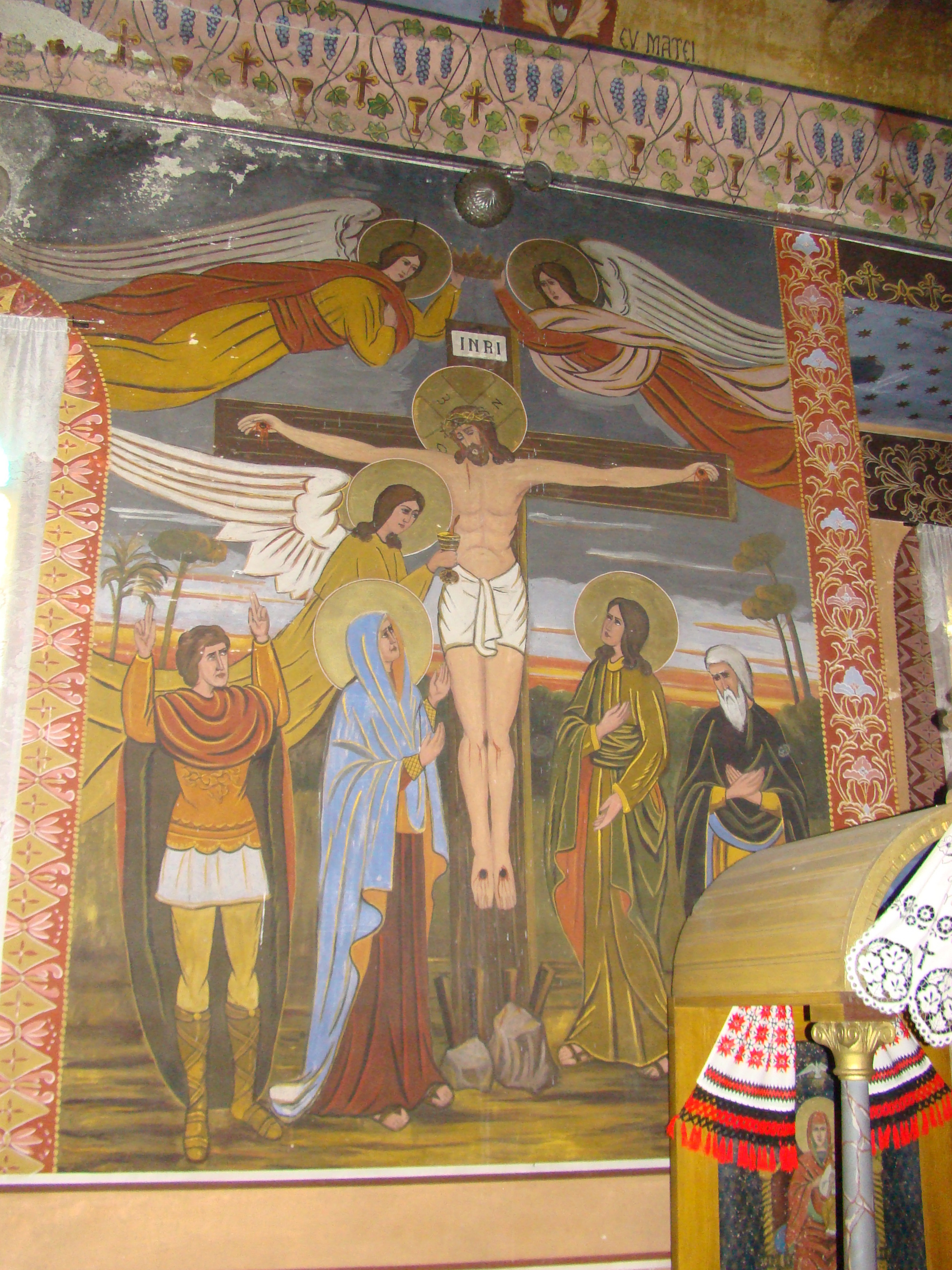
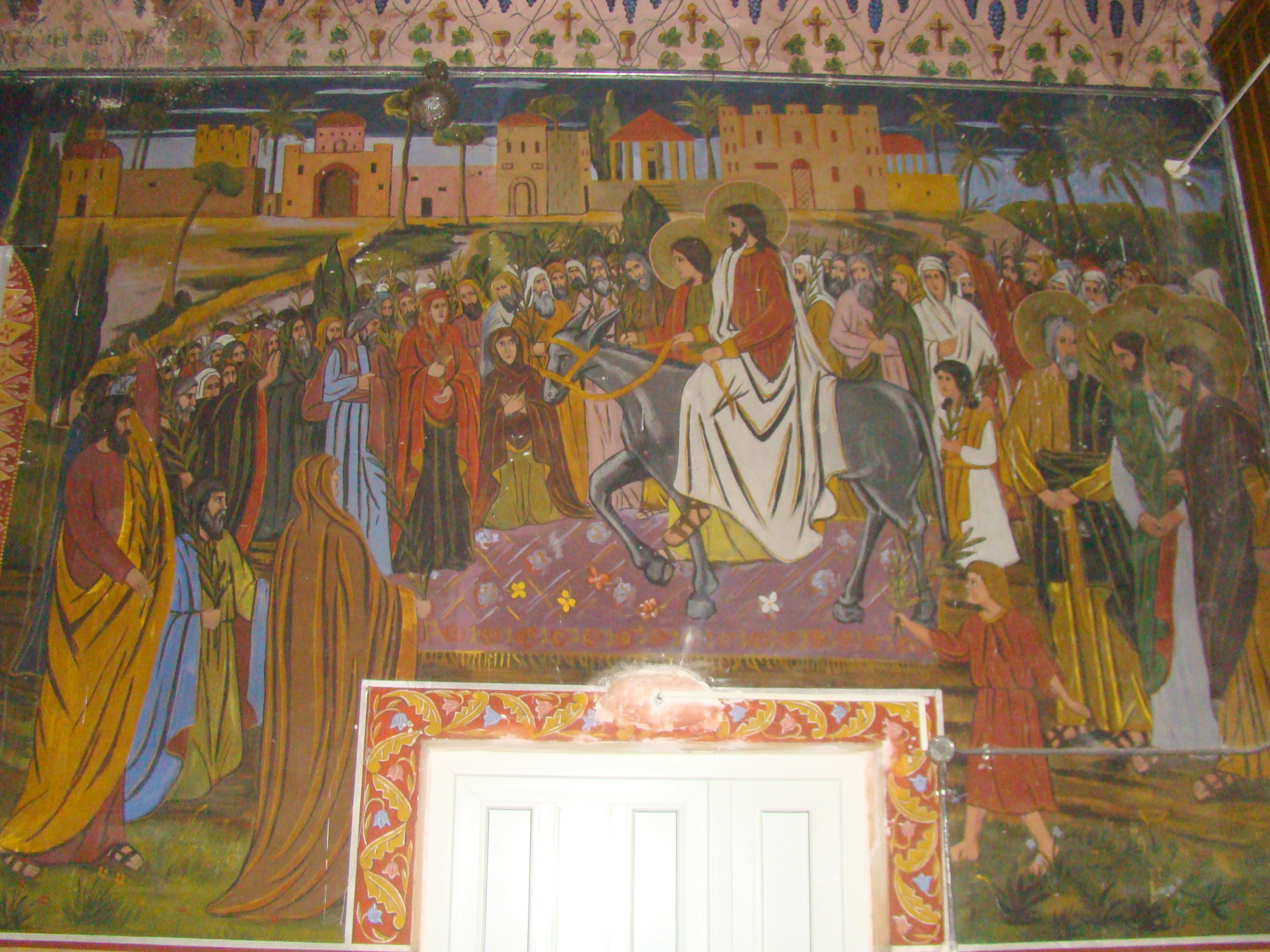
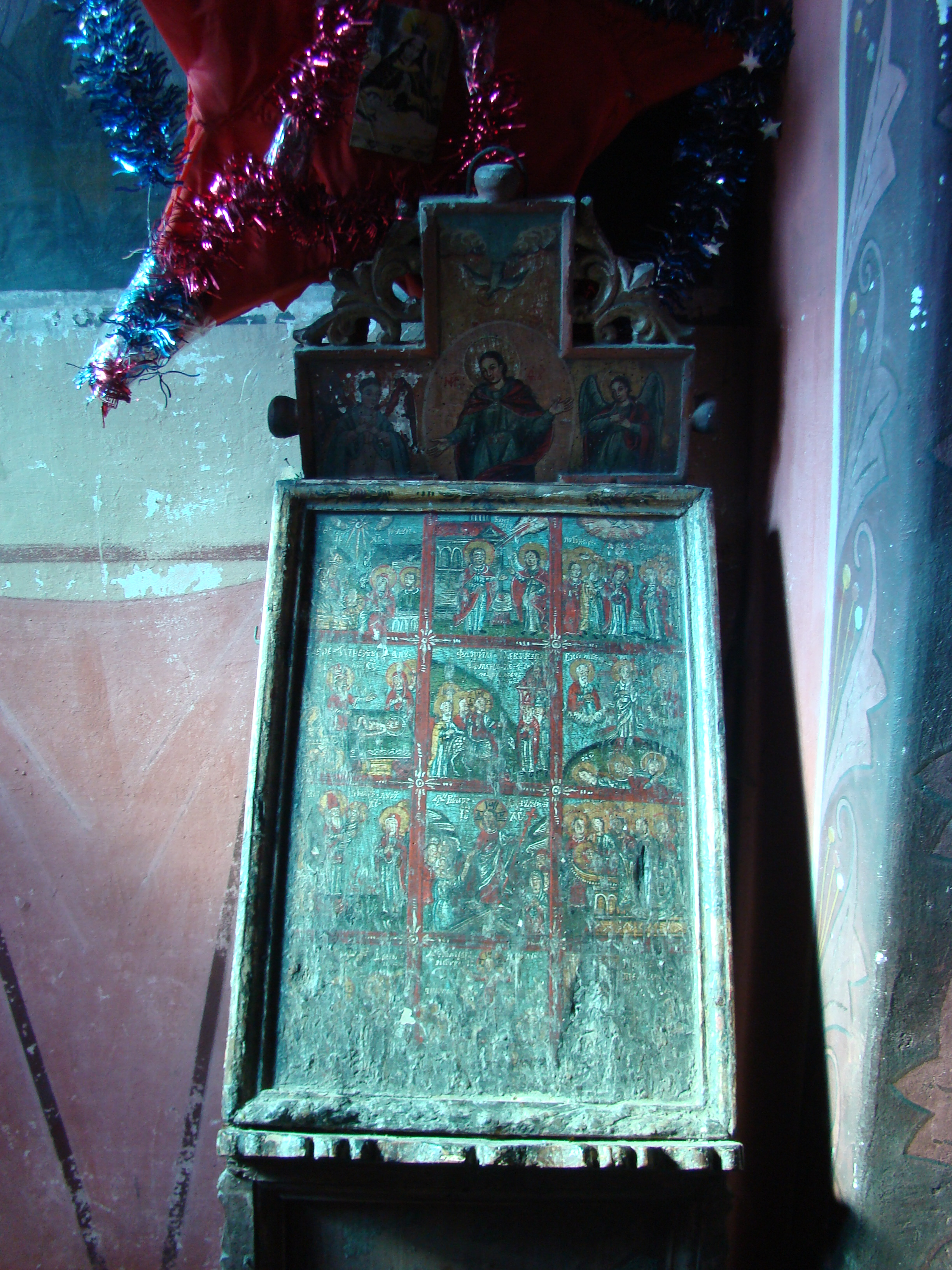
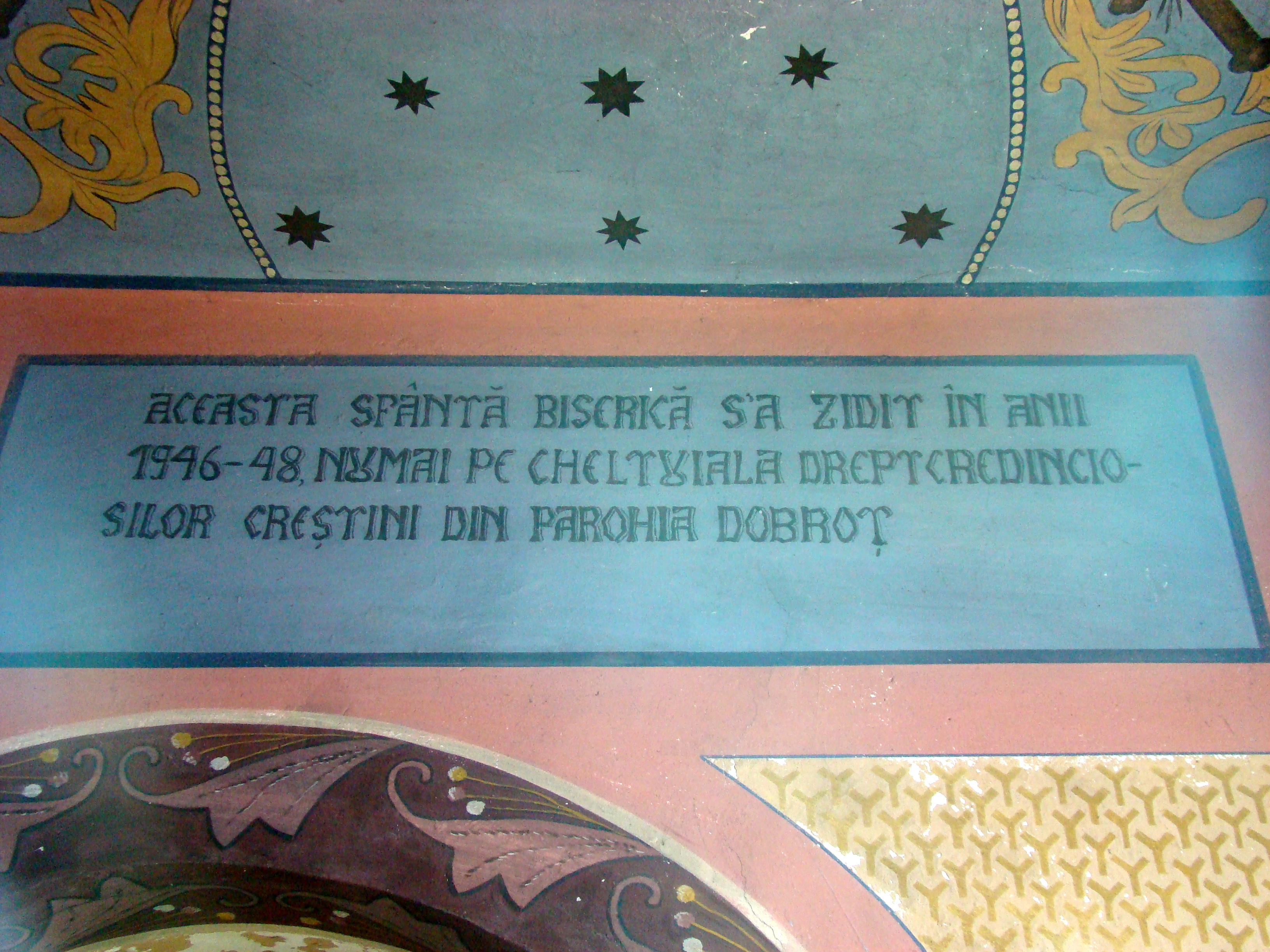
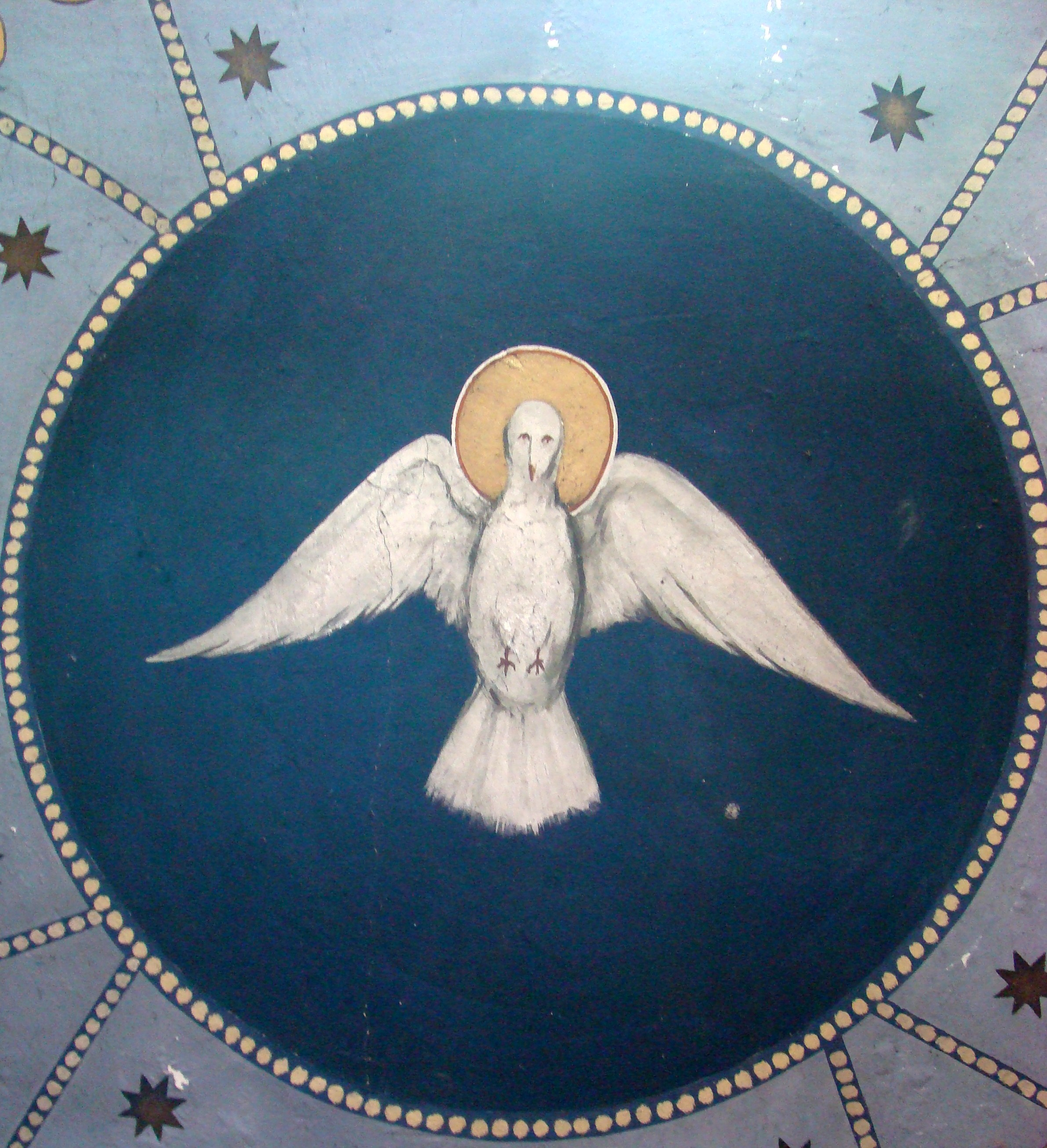

## Istoric și trăsături
Biserica „Sfântul Ierarh Nicolae” din satul Dobroț a fost construită în anii 1946-1947 în timpul păstoririi preotului Ioan Leucean, pe cheltuiala Societății  aurifere „Mica”, după planurile arhitectului Alexandru Șortan din Brad; lăcașul figurează pe lista monumentelor istorice. Este un edificiu de plan dreptunghiular, cu absida pentagonală,  decroșată, prevăzut cu o clopotniță robustă. Cu excepția coifurilor ample ale celor trei turnuri apusene, învelite în tablă, la acoperișul propriu-zis s-a utilizat țigla. În dreptul celor două intrări, amplasate pe laturile de sud și de vest, au fost adăugate pridvoare deschise din țevi metalice. Interiorul beneficiază de un bogat decor iconografic, executat în „tempera” de Ileana Hui din Arad; târnosirea s-a făcut în 1948. Înaintașa sa a fost o ctitorie din lemn din secolul al XVII-lea, dărâmată în 1946; de la aceasta au fost moștenite o icoană–prăznicar din secolul al XVIII-lea și un clopot, turnat în anul 1792. Acea bisericuță, descrisă de conscriptorii episcopului Sinesie Jivanovici în 1755 ca fiind de „lemn, veche, nesfințită”, cu hramul „Adormirea Maicii Domnului”, apare menționată atât în tabelele comisiilor de recenzare din anii 1761-1762 și 1829-1831, cât și pe harta iosefină a Transilvaniei (1769-1773). Din motive necunoscute, aceasta fugurează încă pe lista monumentelor istorice românesti. La rându-i, și aceasta fusese precedată tot de un  lăcaș de cult din bârne, în care slujeau,  în 1525,  preoții Mihail și Petru („Michael pap” și „Petrus pap”), mentionați în urbariul cetății Șiria. 